# Amerigo Vespucci
Vous lisez un « article de qualité » labellisé en 2020.
Pour les articles homonymes, voir Americus et Vespucci.
Amerigo Vespucci, né le 9 mars 1454 dans la république de Florence, et mort le 22 février 1512 à Séville (royaume de Castille), est un commerçant, navigateur et explorateur florentin dont le prénom servit en 1507 pour baptiser le Nouveau Monde (America).
Entre 1497 et 1504 il participe à quatre voyages de l'âge des grandes découvertes, à la suite de ceux de Christophe Colomb (qui a entrepris son premier voyage en 1492), les deux premiers au nom de l'Espagne (1499-1500), et les deux suivants pour le Portugal (1501-1502).
C'est selon lui, lors de son expédition portugaise qui atteint le Brésil en 1501, qu'on a compris que ce territoire faisait partie d'un autre continent que l'Asie, où Colomb pensait avoir accosté. En 1503 est publié sous son nom un livre, Mundus Novus, le premier à évoquer le Nouveau Monde, qui, en 1507, reçoit en son honneur le nom d'« Amérique » (America), sur le planisphère publié par le cartographe Martin Waldseemüller. D'autres cartographes lui emboîtent le pas et, en 1532, le nom d'« Amérique » est définitivement attribué au continent nouvellement découvert.
Le livre de 1503 et un deuxième paru en 1505 contiennent des descriptions colorées de ses explorations et d'autres voyages présumés. Ils deviennent vite populaires et se diffusent largement en Europe. Bien que certains historiens contestent la paternité et la véracité de ces ouvrages, ils contribuent à l'époque à faire connaître les découvertes récentes et à établir la renommée d'Amerigo Vespucci en tant qu'explorateur et navigateur.
En 1505 il est naturalisé sujet de la couronne de Castille par décret royal, et en 1508 il est nommé au poste nouvellement créé de navigateur en chef de la Casa de Contratación (maison du commerce) de Séville, un poste qu'il occupe jusqu'à sa mort en 1512.

## Biographie

### Florence

#### La famille Vespucci

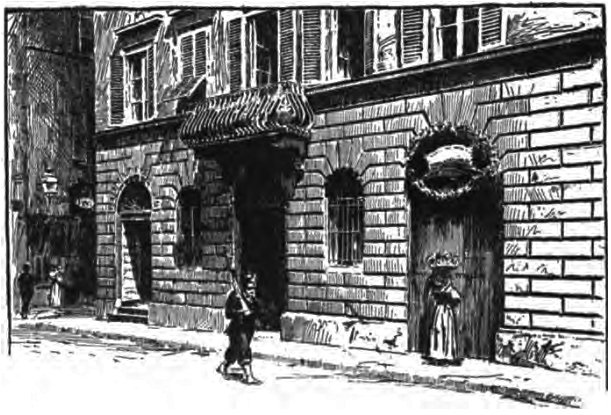
La maison où est né Amerigo Vespucci.

Amerigo Vespucci naît le 9 mars 1454 à Florence, riche cité-État italienne et centre d'art et de connaissance de la Renaissance, dont la principale famille est celle des Médicis, banquiers, hommes d'État et mécènes.

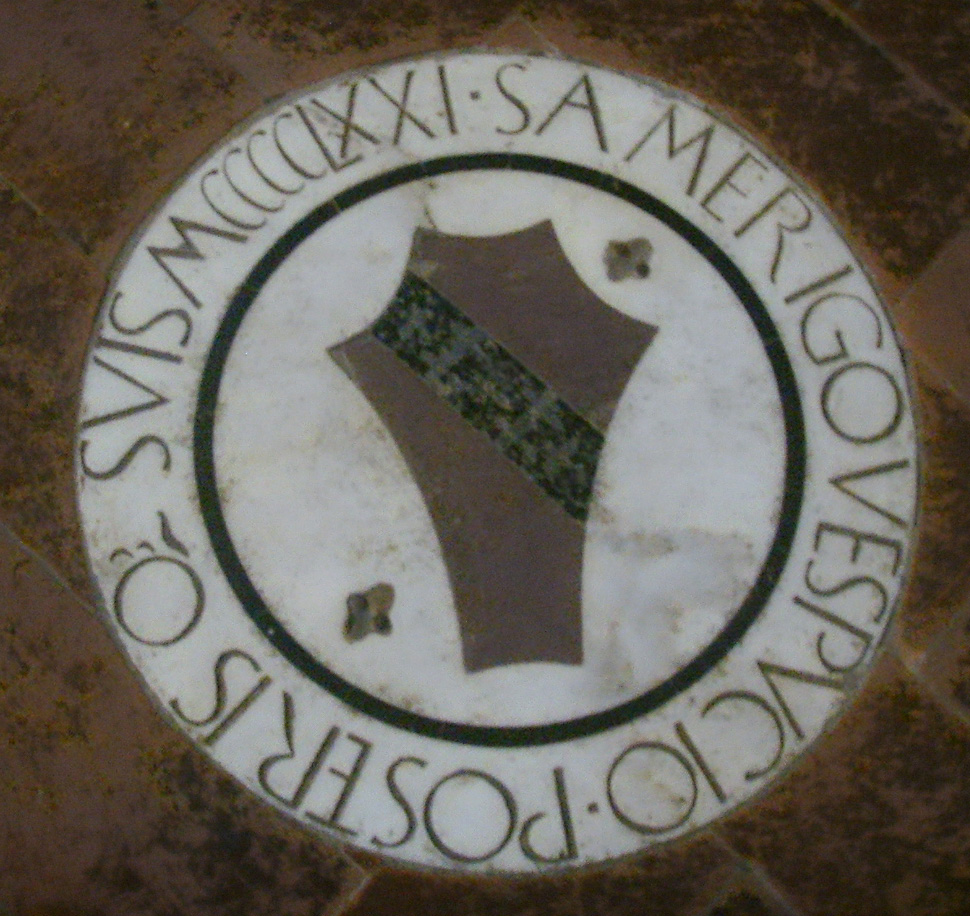
Pierre tombale du grand-père d'Amerigo Vespucci, homonyme et décédé en 1468, avec l’écu de la famille. Église Ognissanti, Florence.

Il est le troisième fils de Nastagio Vespucci, notaire et commerçant, et de Lisa di Giovanni Mini,. Ses parents le nomment d'après son grand-père, décédé en 1468.
Le plus âgé de ses frères, Antonio, étudie le droit à l'université de Pise et le second, Girolamo, devient prêtre et rejoint l'ordre des Hospitaliers à Rhodes,. Il a également un frère cadet : Bernardo ; plusieurs autres meurent peu de temps après leur naissance.
La famille réside dans le quartier de Santa Lucia d'Ognissanti avec d'autres membres de la famille Vespucci, qui dispose d'une chapelle familiale dans l’église Ognissanti et est à l'origine de l'hôpital proche de San Giovanni di Dio, établi par Simone di Piero Vespucci en 1380.
La famille d'Amerigo n'est pas spécialement prospère, mais elle a de bonnes relations politiques. Le grand-père d'Amerigo est resté trente-six ans au poste de chancelier de la seigneurie de Florence et Nastagio, son père, fait lui aussi partie du gouvernement florentin ainsi que d'autres bureaux de guilde,.

#### Formation d'Amerigo
L'oncle paternel d'Amerigo est le moine dominicain humaniste Giorgio Antonio Vespucci, ami de Laurent de Médicis, de l'érudit Jean Pic de la Mirandole et du géographe Paolo Toscanelli.
Propriétaire d'une des principales bibliothèques de la ville, il prend en charge l'éducation d'Amerigo. Giorgio donne en 1450 sa collection de livres à la ville et à la même époque ouvre une école pour les fils des aristocrates florentins dans son couvent de Saint-Marc. Il y forme les jeunes aux sciences, spécialement aux enseignements d'Aristote, de Ptolémée et de Strabon sur l'astronomie, la cosmographie et la géographie, à la lecture des classiques, à l'étude de la langue latine (il existe à la bibliothèque Riccardiana un manuscrit dont il est l'auteur, intitulé Dettati da mettere in latino, écrit dans cette langue).
Amerigo est particulièrement intéressé par Virgile, Dante et Pétrarque. Les écrits de Marco Polo, qui a voyagé en Chine au XIIIe siècle, exercent aussi une grande influence sur la curiosité et l'intérêt d'Amerigo pour les nouveaux horizons.
Il commence des études à l'université de Pise.

#### Débuts professionnels
Au début des années 1470, le clan Vespucci commande au peintre Domenico Ghirlandaio un portrait de famille pour décorer la chapelle de l’église Ognissanti (au siècle suivant, Giorgio Vasari affirmera qu'une des personnes représentées est Amerigo, mais il n'y a pas de preuve objective de cela).

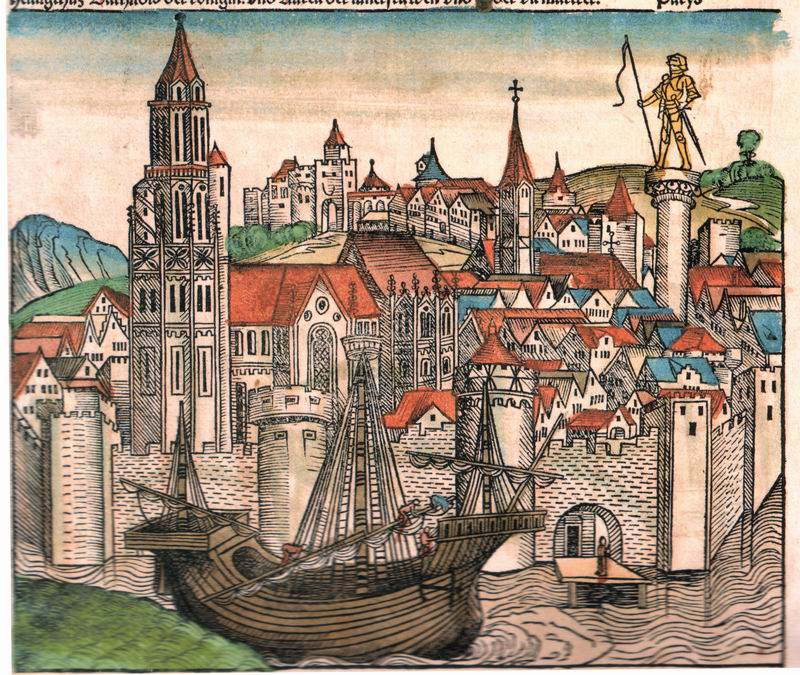
Dessin de Paris vers la fin du XVe siècle.

En 1478, la répression des Médicis à la suite de la conjuration des Pazzi provoque un affrontement entre Florence et le pape Sixte IV, allié au royaume de Naples, dont l'armée occupe une partie du territoire toscan. Laurent le Magnifique décide alors d'envoyer un ambassadeur à la cour de Louis XI afin de rechercher son alliance et nomme à ce poste Guidantonio Vespucci, autre oncle illustre d'Amerigo. Ce dernier, âgé de 24 ans, part avec son parent, mais on ne sait pas quel est son rôle exact, peut-être domestique ou secrétaire personnel. Cette mission est un échec car, à la suite de la mort de Charles le Téméraire (janvier 1477), le roi de France est entré en guerre contre la duchesse Marie de Bourgogne, épouse de Maximilien d'Autriche, et refuse de partir en guerre en Italie. L'oncle et le neveu rentrent à Florence en 1480 après la fin de la guerre et la normalisation des relations avec le pape,.
Comme, depuis quelques décennies, la fortune des Vespucci est en déclin, le père d'Amerigo veut qu’il se consacre exclusivement aux affaires du clan. Il lui fait arrêter ses études à l'université de Pise et, grâce à l'appui de Guidantonio, le fait recruter comme agent commercial, sous les ordres de Lorenzo di Pierfrancesco de Médicis et de son frère Giovanni. Il travaille alors à Florence, comme commissionnaire dans la vente et l'achat de pierres précieuses pour le compte de tiers.
Le père d'Amerigo meurt en avril 1483. Conformément aux dernières volontés de son père, le jeune homme devient le principal responsable des finances familiales. Il a de l'expérience dans ce domaine : il a été nommé[Quand ?] récepteur[pas clair] des biens confisqués aux Pazzi et il est sur le point d'accéder à un poste de notaire de la Seigneurie de Florence, alors que ses frères Girolamo et Bernardo, de caractère vagabond et bohème ont de nombreuses occupations très loin de la ville[pas clair]. Malgré ses responsabilités, Amerigo continue à s'intéresser à la géographie, au point d'acheter pour un prix très élevé une carte réalisée par Gabriel de Vallseca,.
On sait qu'il a une concubine qui donne naissance à une fille. Ni le nom de l'enfant ni celui de la mère ne sont connus, mais le fait est attesté par une lettre reçue d'Espagne (de date incertaine) :

« Dis-moi comment vont la fille et la mère, et cette femme appelée Francesca. Mille baisers à toutes. J'aimerais savoir si Lisandra va bien. Pas parce que je l'aime, mais pour savoir si elle est vivante ou décédée. Elle a une pauvre idée de moi, et moi d'elle encore pire. Mes salutations à tous chez Lorenzo, et particulièrement au maître Giacomo, le cordonnier »

— Archive de l'État florentin, M. A. P., F. LXVIII, c. 650.

### Séville (1489-1500)

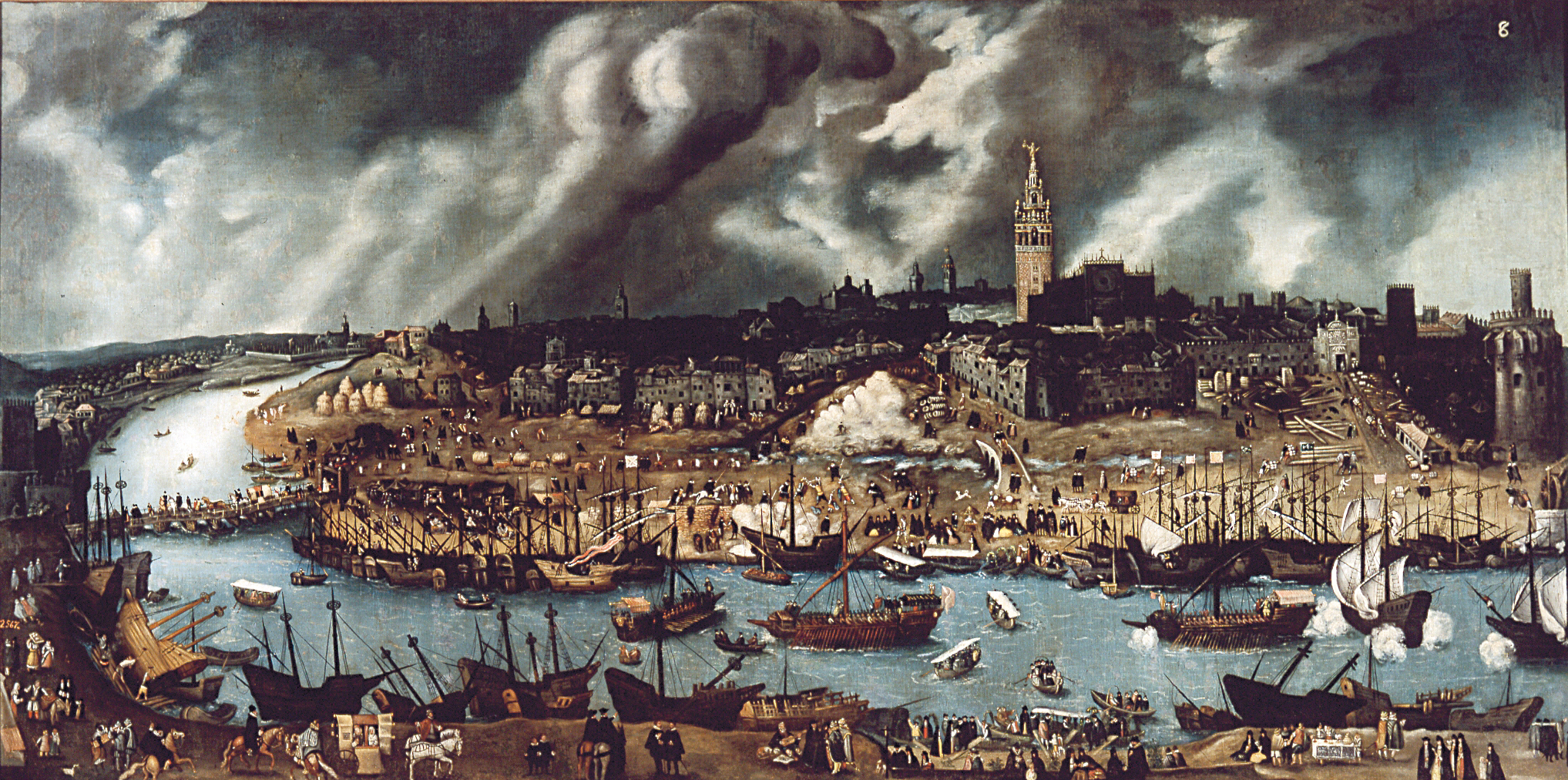
Dessin de la Séville du XVIe siècle.

En 1489, Lorenzo di Pierfrancesco de Médicis licencie son agent commercial à Séville et charge Amerigo de lui trouver un remplaçant. Amerigo propose Juanoto Berardi, un entrepreneur florentin établi à Séville depuis 1485, et Lorenzo l'engage. La péninsule Ibérique est à cette époque un centre commercial prospère, et Séville le centre économique le plus important de la couronne de Castille. Les rois de Castille et d'Aragon, Ferdinand et Isabelle sont alors en train d'achever la conquête du royaume de Grenade.
Amerigo déménage à Séville fin 1491 ou début 1492, en principe sous les ordres de Pierfrancesco ; en pratique, il devient un agent de Juanoto Berardi, qui œuvre dans la traite des esclaves et l'armement et l'approvisionnement de bateaux. L'importance de cette activité s'est considérablement accrue tout au long du XVe siècle, après la localisation d'une prétendue mine d'or en Guinée,,. Berardi participe comme investisseur et sous-traitant aux préparatifs des premiers voyages de Christophe Colomb au Nouveau Monde, et, par son intermédiaire, Amerigo Vespucci et Christophe Colomb deviennent amis. En revanche, l'affaire de Berardi se révèle désastreuse pour lui, et il meurt en décembre 1495. Amerigo est un des exécuteurs de son testament, dans lequel il réclame 180 000 maravédis à Christophe Colomb. Entre 1495 et 1497, il est officiellement remplacé comme agent de Pierfrancesco par Piero Rondinelli. En janvier 1496, Amerigo se trouve à Sanlúcar de Barrameda pour approvisionner une flotte de quatre caravelles affrétées par le défunt Juanoto Berardi pour apporter des fournitures à Hispaniola. Quelques jours après qu'ils ont quitté Sanlúcar, une tempête surprend les navires et les emporte au large de Cadix. Alice Gould formule l'hypothèse qu'Amerigo Vespucci aurait peut-être voulu embarquer avec Jorge de Sosa, le capitaine de cette malheureuse flottille, mais des études plus récentes estiment plus probable qu'il soit resté à terre pour préparer d'autres flottes sur lesquelles il s'était engagé,,.
Au milieu de l’année 1496, Christophe Colomb revient de son deuxième voyage. Dans une réunion avec Vespucci, ils conversent tous deux sur leurs nouvelles découvertes. Colomb part ensuite pour son troisième voyage aux Indes en 1498 avant de finir, en 1499 arrêté à Hispaniola et enchaîné devant les rois, qui mettent définitivement fin au monopole colombien des expéditions aux Indes. À partir de ce moment, les voyages pour explorer et exploiter les richesses des nouvelles terres sont autorisés. En 1499, Amerigo s'embarque dans le premier de ceux-ci, dont le capitaine est Alonso de Ojeda, pour arriver aux côtes de l'actuel Venezuela. Il revient malade mais avec quatorze perles, dont la vente lui rapporte plus de 1 000 ducats.
Certains textes attribués à Vespucci affirment qu'il aurait participé à un premier voyage entre 1497 et 1498-99. Le consensus entre les historiens actuels est qu'un tel voyage n'a jamais existé.

### Le Portugal (1500-1502)

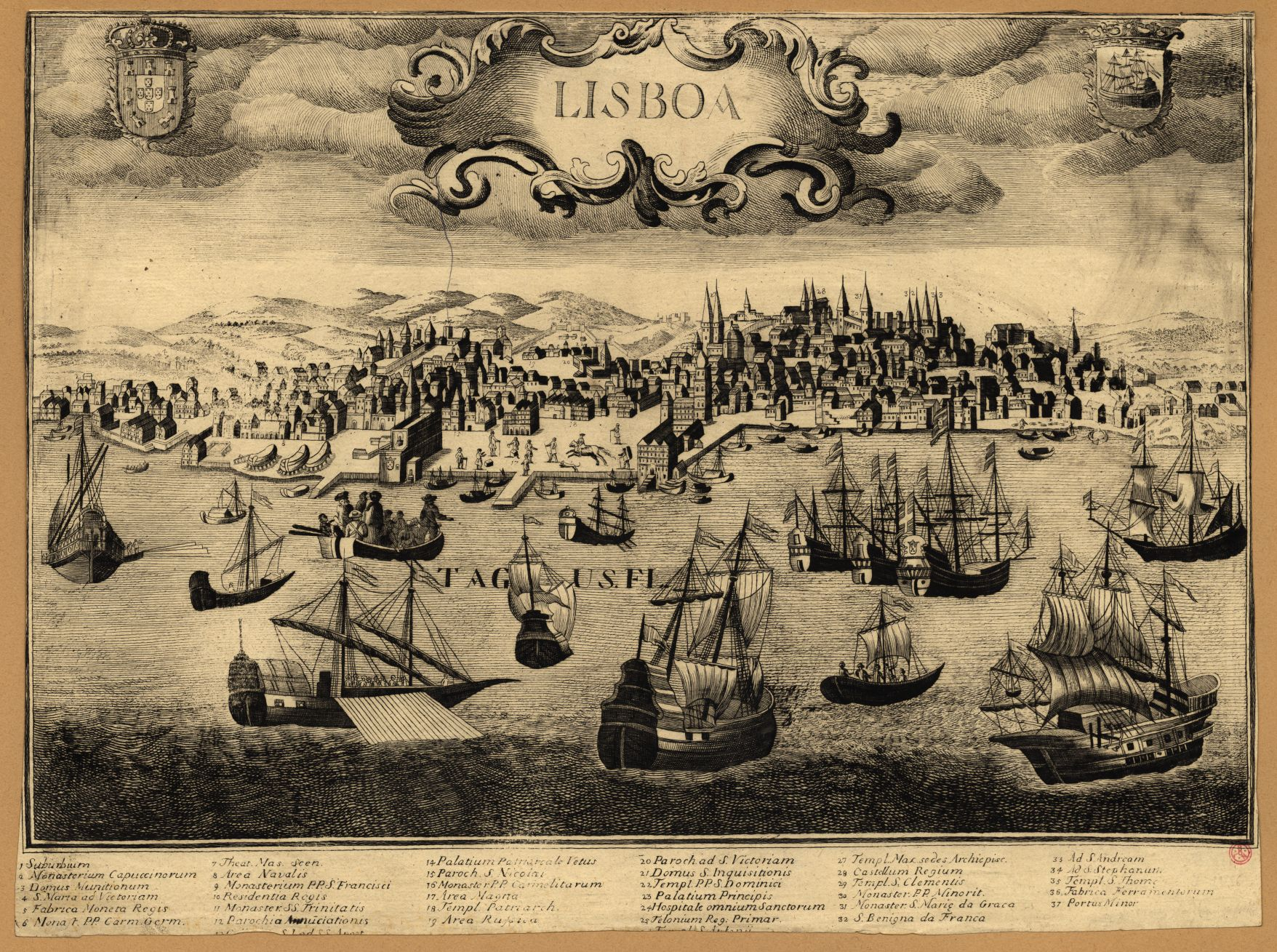
Gravure de la ville de Lisbonne au XVI.

Fin 1500 ou début 1501, Amerigo Vespucci se rend à Lisbonne, où il embarque dans une expédition portugaise. La raison pour laquelle il quitte la Castille est l'objet de controverses entre les historiens. La version d'Amerigo Vespucci est qu'il a reçu une invitation de la part du roi du Portugal, Manuel Ier. Certains historiens pensent que ce pourrait être une manœuvre d'espionnage concertée avec la couronne de Castille. D'autre part, en 1499, une vague de xénophobie touche la Castille, obligeant les rois à interdire aux étrangers d'embarquer pour les Indes.
Cette expédition portugaise vers le Nouveau Monde est bien documentée et les chercheurs ne doutent pas qu'elle existe, bien que son but ne soit pas tout à fait clair : peut-être est-ce pour reconnaître la terre découverte par Pedro Álvares Cabral en 1500. Dans le texte qu'Amerigo Vespucci écrit à son propos, son rôle semble essentiellement commercial, bien qu'il écrive plus tard y avoir participé par pure curiosité, « pour voir le monde ». Dans tous les cas, les bateaux retournent à Lisbonne avec des résultats économiques nuls.
La Carta a Soderini raconte un autre voyage d'Amerigo Vespucci à bord des bateaux portugais entre 1503 et 1504, qui ressemble à une expédition dirigée par Gonçalo Coelho. Les avis sont partagés sur la question de savoir si Amerigo Vespucci a réellement participé à ce voyage.

### De nouveau en Castille
Il existe une preuve de la présence d'Amerigo Vespucci à Séville en 1502, et de nouveau en février 1505 : une lettre de Christophe Colomb à son fils Diego dans laquelle il fait l'éloge du Florentin et dit que celui-ci habite dans sa maison,. Amerigo Vespucci se marie avec une femme appelée María Cerezo très probablement la même année. Elle est la fille, peut-être illégitime, de Gonzalve de Cordoue. On pense à l'heure actuelle que la relation entre les deux remonte au premier séjour du navigateur à Séville.
D'autre part, en 1504 et en 1505, deux œuvres sont publiées à Paris et à Florence, appelées généralement Mundus Novus et Lettera ou Carta a Soderini, qui relatent des expéditions supposément réalisées par Amerigo Vespucci et qui lui donneraient une gloire universelle,,,,,.
À cette époque, la reine Isabelle est décédée et son époux Ferdinand, alors l'unique roi d'Aragon, assume la régence de la Castille au nom de leur fille et héritière, Jeanne, plus tard surnommée « la Folle ». Vespucci travaille alors au service de la Couronne et est déclaré natif des « royaumes de Castille-et-León » en 1505 :

« Dame Jeanne, par la grâce de Dieu, […] par bien faire et grâce à vous Amerigo Vezpuche, Florentin, au vu de votre fidélité et certaine de vos bons services que vous m'avez rendus, et espérant que vous me ferez avancer, par la présente, je vous fais natif de mes royaumes de Castille-et-León, et pour que vous puissiez avoir et ayez n'importe quelles fonctions publiques royales et municipales, qui vous furent données et confiées, et pour que vous puissiez profiter et jouir de tous les bons honneurs et grâces et miséricordes, franchises et libertés, exemptions, prééminences, prérogatives et immunités […]. »

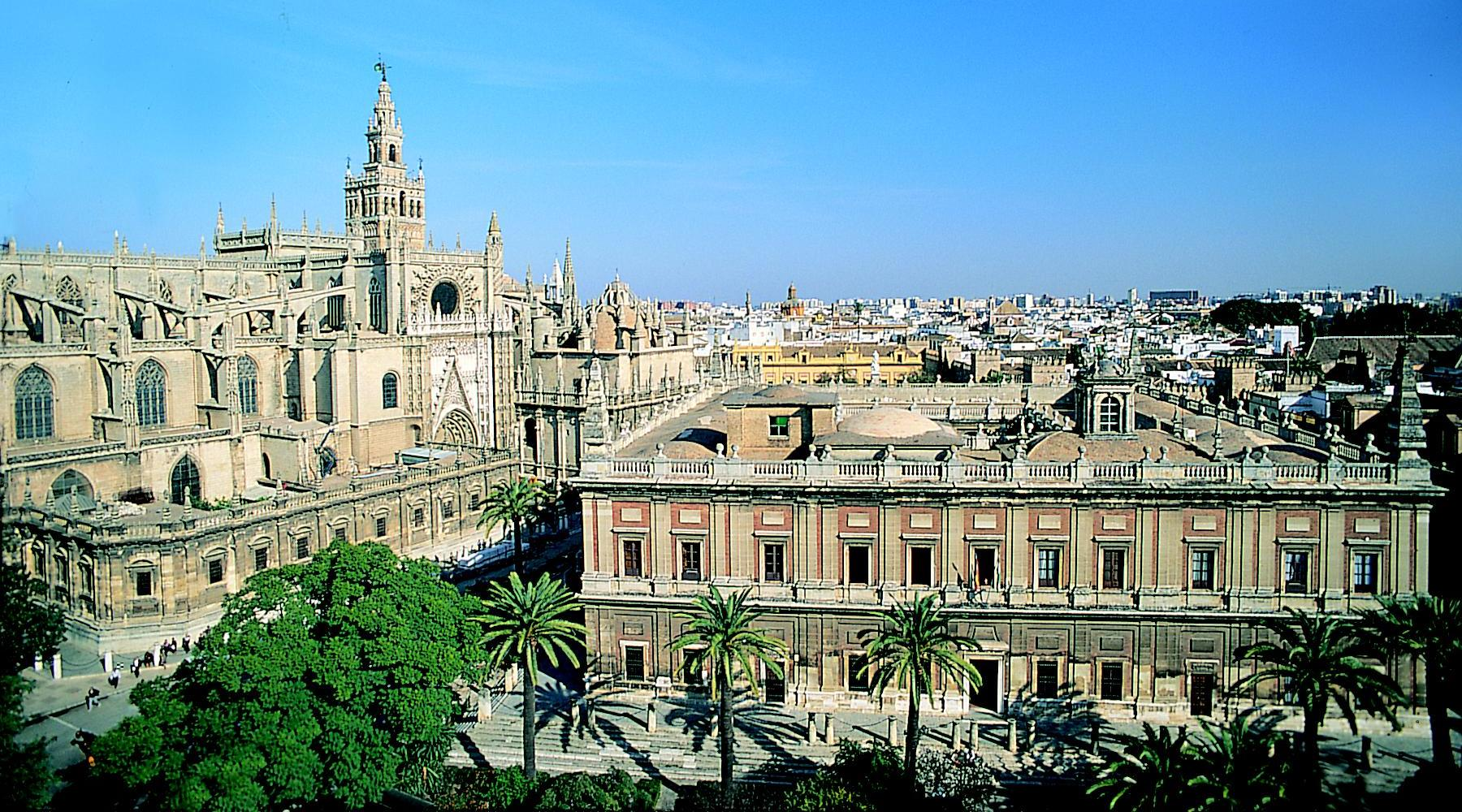
Bâtiment des Archives générales des Indes, où sont préservés les documents de la Casa de Contratación de Séville.

Le roi Ferdinand charge Vicente Yáñez Pinzón de lancer une expédition pour trouver un passage par l'Occident aux îles de l'Especiería, à bord d'une flottille dont les navires sont construits en Biscaye. Amerigo Vespucci est chargé de fournir les provisions pour la flotte et est nommé capitaine de l'un des bateaux. En revanche, bien que tous les préparatifs soient terminés à temps, ce voyage n’a jamais lieu. En effet, la rivalité entre Ferdinand et le nouveau roi de Castille, Philippe Ier le Beau introduit une série de retards et d'incertitudes dans le projet qui finit par être annulé.
Vers 1506, Amerigo Vespucci est devenu une figure indispensable de la Casa de Contratación à Séville, organisant et fournissant des expéditions à destination des Indes. À la fin de l’année 1507 et au début 1508, il reçoit l'ordre de transporter un chargement d'or à la cour et il est convoqué par le roi pour participer à une réunion de cosmographes et de navigateurs avec Yáñez Pinzón, Juan de la Cosa et Juan Díaz de Solís. Cette réunion, appelée l'assemblée de Burgos, a lieu en février 1508 et est présidée par le roi Ferdinand, qui a récupéré le contrôle de la Castille après la mort de son gendre Philippe,. Là-bas, il est décidé de reprendre les plans d'exploration du Nouveau Monde, particulièrement en ce qui concerne le passage au Sud, qui a perdu de sa force pendant l'interrègne des Habsbourg,. Le roi charge Yáñez Pinzón et Díaz de Solís de rechercher ce chemin vers l'Especiería. Amerigo Vespucci se voit octroyer un nouveau rôle qui lui permet de rester sur la terre ferme : le 22 mars, le roi Ferdinand le nomme « Pilote majeur de Castille », dépendant de la Casa de Contratación,. Ses fonctions sont celles d'enseigner les techniques de navigation (notamment le maniement du quadrant et de l'astrolabe), la cosmographie et le pilotage dans la nouvelle école navale de la ville ; de suivre et d'évaluer le progrès des apprentis ; d'appliquer des sanctions en cas de violation des règles ; d'inspecter les instruments de navigation et d'enquêter sur les problèmes en relation avec l'activité,. De plus, il est responsable des archives cartographiques et hydrographiques, avec sa tâche principale : la confection du Padrón Real, la carte où apparaissent toutes les nouvelles découvertes,.
Le roi le nomme pilote majeur pour qu'il initie les pilotes espagnols à l'usage de méthodes astronomiques de navigation, en remplacement de leurs anciennes pratiques d'estimation, et pour qu'il les évalue, s'assurant de leurs compétences. Amerigo Vespucci se plaint ensuite que ses élèves sont réticents à apprendre leurs leçons. L'historien Felipe Fernández-Armesto pense que les techniques astronomiques proposées par le Florentin sont « essentiellement inutiles », à cause de l'insuffisance technique des instruments de l'époque et que les pilotes andalous ont raison de se sentir humiliés d'avoir à être évalués par quelqu'un avec si peu d'expérience dans la navigation. Amerigo Vespucci n'achèvera jamais le Padrón Real et aucun de ses travaux cartographiques ne sera conservé, bien que deux cartes anonymes lui soient attribuées : la Kunstmann II et l'Egerton MS,,. Par ailleurs, il est réprimandé en 1510 pour avoir vendu des cartes de contrebande.
Amerigo continue de fournir les expéditions d'exploration et il s'investit en 1509 dans la tentative d'établir une colonie à Veragua, ce qui est un désastre, accompagné d'importantes pertes économiques. On attribue à Amerigo Vespucci l'idée de construire en Biscaye des bateaux à coque revêtue de plomb pour leur donner une meilleure résistance aux récifs et aux bancs de sable des eaux des Caraïbes.
Comme pilote majeur, il a un salaire annuel de 75 000 maravédis, qui lui permet de vivre de manière commode, mais sans grand luxe,. Il vit dans une maison de la Rue du Roi, louée à son voisin l'évêque Juan Rodríguez de Fonseca. Il a deux domestiques blancs et cinq esclaves : quatre femmes et un homme. L'une d'elles, appelée Isabel, des Canaries, donne naissance à un garçon et une fille dans cette même maison,. En se basant sur certains indices du testament d'Amerigo Vespucci, Consuelo Varela Bueno n'écarte pas l'hypothèse, comme il était courant à cette époque, qu'ils soient les enfants du navigateur.

### Mort et inhumation
Amerigo Vespucci meurt le 22 février 1512.
Dans l'unique testament que l'on connaisse, il lègue tous ses biens de Séville à sa femme, incluant les 144 000 maravédis que les héritiers de Berardi lui doivent d'une part, et d'autre part, dans une moindre quantité, que Juan de la Cosa lui doit. Ses biens florentins reviennent à sa mère, si elle est toujours en vie, sinon à ses frères Antonio et Bernardo. Ses vêtements, ses livres et ses instruments (dont un astrolabe de métal) reviennent à son neveu Juan Vespucci, fils de son frère Antonio,. Il nomme le marchand florentin Piero Rondinelli et le chanoine Manuel Castaño comme exécuteurs testamentaires,. Son épouse reçoit une pension de la Couronne grâce au décret royal du 28 mars 1512, en retour aux services rendus par son mari comme pilote majeur. À la mort de María Cerezo, un décret du 26 décembre 1524 octroie le reste de la pension à sa sœur Catalina, ce qui prouve qu'il n'a laissé aucun héritier. Son testament est conservé dans les Archives des protocoles notariaux de Séville.
Dans son testament, il demande à être enterré à Séville dans l'église Saint-Michel et, si ce n’est pas possible, dans l'église du couvent de Saint-François. Il est finalement enterré dans l'église Saint-Michel, où la famille de sa femme María Cerezo a son panthéon. Le couvent de Saint-François est démoli après le désamortissement en 1835 et l'église Saint-Michel est détruite par la révolution de 1868. Actuellement, sa tombe se trouve dans l’église Ognissanti à Florence.

## Les écrits attribués à Vespucci

Amerigo Vespucci découvre l'Amérique. Gravure de Jan Galle, d'après Jan van der Straet, 1638.

### Vue d'ensemble
Divers textes écrits par Amerigo Vespucci ou publiés sous son nom sont conservés. Ils traitent principalement des voyages d'exploration au Nouveau Monde. De nombreux historiens les utilisent comme preuves documentaires à partir desquelles ils déduisent à quelles expéditions a participé Amerigo Vespucci ainsi que leurs dates et itinéraires, en essayant de distinguer l'authentique de l'imaginaire et les lignes réellement écrites par le Florentin de celles ajoutées par d'autres mains. Cela provoque une grande controverse : suivant les théories, les historiens attribuent entre deux et six voyages transocéaniques à Amerigo Vespucci. Felipe Fernández-Armesto recommande de considérer ces œuvres non comme des sources historiques mais comme une littérature autobiographique et par conséquent subjective, publicitaire et mêlant probablement réalité et fiction.
Nous sont parvenus six textes attribués à Amerigo Vespucci qui racontent ses voyages, réels ou inventés. Parmi ceux-ci, quatre (peut-être cinq) sont adressés à son ancien employeur, Lorenzo di Pierfrancesco de Médicis. Tous ont un format de lettre, y compris ceux qui sont imprimés pour une diffusion publique. Dans l'ordre chronologique se trouvent :
1. Une lettre destinée à Pierfrancesco depuis Séville, datée du 18 juillet 1500, qui raconte une expédition castillane réalisée « avec deux caravelles » en 1499-1500. Six copies manuscrites ont été conservées, aucune de la main d'Amerigo Vespucci, mais elles sont cohérentes[50] ;
2. Une lettre manuscrite adressée à Pierfrancesco depuis le Cap-Vert, datée du 4 juin 1501, pendant son voyage à bord d'un navire portugais. Elle est trouvée et publiée en 1827. Elle raconte essentiellement une expédition portugaise antérieure à celle en Inde, qui avait pour capitaine Pedro Álvares Cabral[50] ;
3. Une lettre manuscrite, également envoyée à Pierfrancesco depuis Lisbonne, au retour de l'expédition portugaise, en 1502. On la connaît comme la « Lettre de Lisbonne » et elle est découverte en 1789[50].
4. Une lettre imprimée à Paris en 1504 avec pour titre Mundus Novus, en latin. Elle raconte les deux voyages mentionnés dans les lettres manuscrites précédentes et mentionne pour la première fois un voyage antérieur, une expédition castillane supposée avoir eu lieu en 1497. Elle rencontre un grand succès et est traduite en plusieurs langues[50] ;
5. Des fragments d'une lettre manuscrite en italien, sans en-tête ni date. Elle est découverte par Roberto Ridolfi et publiée en 1937, c'est pourquoi elle est appelée « Fragment Ridolfi » ou « Lettre fragmentée ». Elle est écrite en guise de défense contre quiconque rejette la véracité des affirmations des lettres antérieures. Le destinataire n'en est pas connu[51] ;
6. Une lettre imprimée à Florence vers 1505 portant le titre Lettera di Amerigo Vespucci delle isole nuovamente trovate in quatro suoi viaggi (« Lettre d'Amerigo Vespucci sur les îles récemment découvertes dans ses quatre voyages »), communément abrégée Lettera. Elle ajoute aux trois voyages racontés dans Mundus Novus un autre, postérieur, réalisé sous pavillon portugais[50].

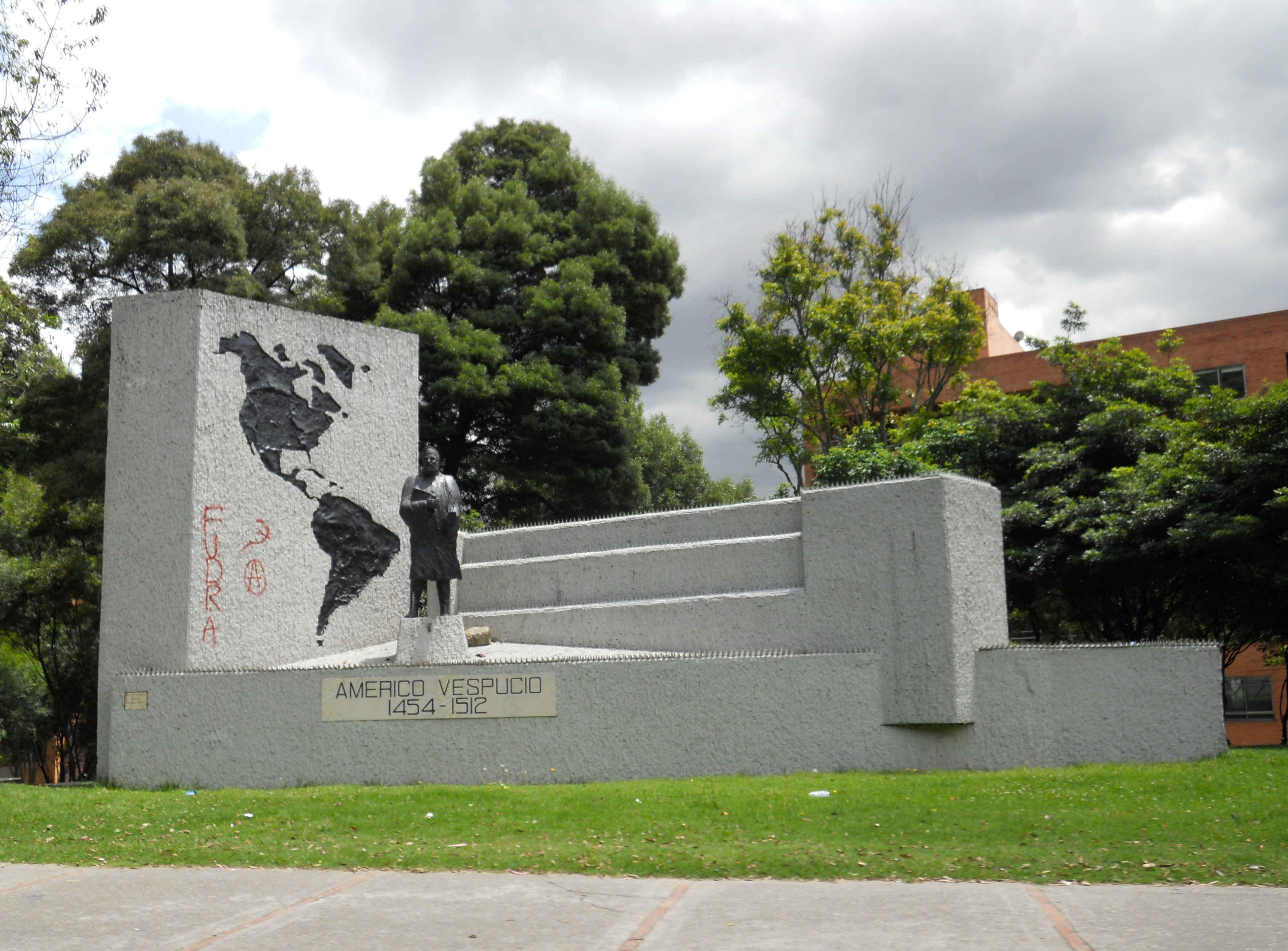
Le monument en mémoire d'Amerigo Vespucci à Bogota en Colombie. Barrio Chicó, 1987.

Il existe en outre une multitude de copies, d'éditions et de traductions de ce courrier privé, généralement truffées d'erreurs de transcription et de typographie. La principale controverse se concentre sur les lettres dites « publiques » : la quatrième, Mundus Novus, et la sixième Lettera,.
L'abondante correspondance de la jeunesse d'Amerigo, qui est révélée par Ida Masetti Bencin et Mary Howard Smith en 1902, est également conservée. Elle est constituée de soixante-et-onze lettres qui n'ont jamais été compilées en un seul ouvrage et qui n'ont connu qu'une maigre circulation imprimée. Il existe aussi un Livre d'exercices du navigateur qui n'a jamais été publié. Ces documents mettent en lumière certains aspects de la vie du personnage sans rapport avec ses voyages.

### La lettre du 18 juillet 1500

#### Description

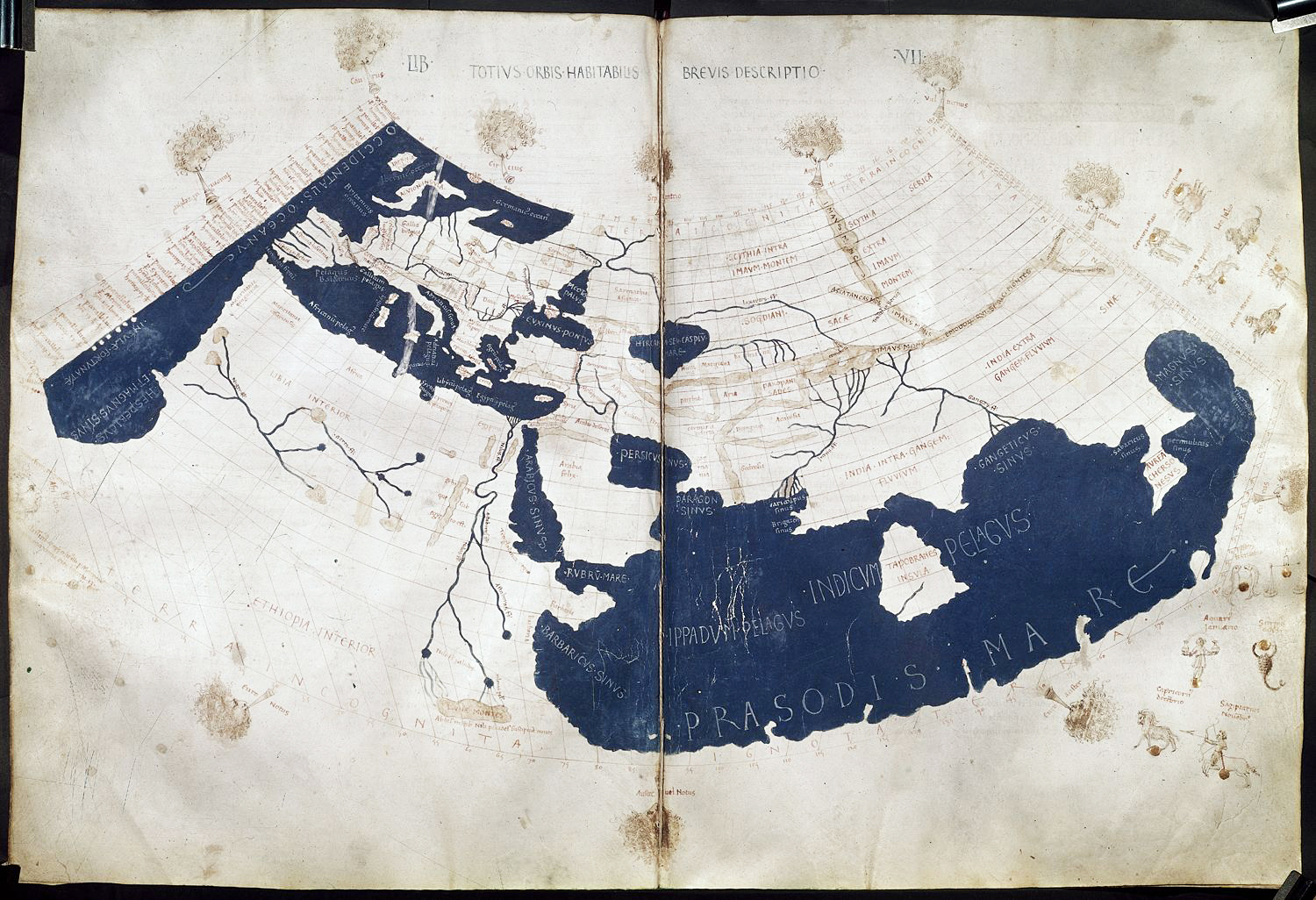
Reconstitution faite au XV de l'atlas de Ptolémée, avec comme base les descriptions de sa Géographie (environ 150). On peut observer les pays de Sères et Sinae (Chine) à l'extrême droite, après l'île de Taprobane (Sri Lanka, très disproportionnée) et de l'Aurea Chersonesus (péninsule Malaise). La lettre d'Amerigo Vespucci de 1500 évoque qu'il croit naviguer en ces eaux.

Six copies manuscrites d'une lettre envoyée à Pierfrancesco de Médicis depuis Séville le 18 juillet 1500 ont été conservées. Elle raconte une expédition castillane « avec deux caravelles » en 1499 et 1500. Les six copies sont pratiquement identiques, bien qu'aucune d'entre elles ne soit de la main d'Amerigo Vespucci. Elle est publiée la première fois par l'abbé florentin Angelo Maria Bandini dans sa Vita e lettere di Amerigo Vespucci gentiluomo florentino de 1745 (« Vie et lettres d'Amerigo Vespucci, gentilhomme florentin »).
Vespucci n'explique pas quel rôle il tient dans l'expédition, mais comme il ne mentionne pas le nom du capitaine et raconte les faits toujours à la première personne, il se peut qu'il soit aux commandes. Selon la lettre, l'escadron est parti le 18 mai 1499 et fait escale aux Canaries. De là, il traverse « la mer Océane » et après vingt-quatre jours de voyage, il touche terre. Amerigo Vespucci décrit dans un premier temps une île peuplée de cannibales et une « terre ferme » continentale très peuplée ; puis une île dont les habitants sont d'une grande stature, comparés aux Européens, et une autre avec « une très grande population qui a construit ses maisons sur la mer comme Venise ». Il donne des latitudes, des longitudes, et des distances, mais ne mentionne qu'un toponyme : le golfe de Paria. Pour cette raison, il est difficile pour les historiens d'établir l'itinéraire suivi par l'expédition, en supposant que le récit d'Amerigo Vespucci soit une source sûre. La lettre insiste sur la nudité des habitants des terres découvertes et raconte diverses batailles dans lesquelles les explorateurs tuent un grand nombre d'indigènes, pillent et incendient leurs habitations, en ne perdant que deux des leurs. Elle met également en évidence la grande diversité linguistique de ces territoires et mentionne deux plantes abondantes : le coton et le bois de brésil. Au cours de cette exploration, Amerigo Vespucci est convaincu de parcourir « les confins de l'Asie du côté oriental, et le début de la partie occidentale ».
La lettre explique qu'après avoir passé les 700 lieues, ils décident de rentrer à Hispaniola pour réparer les navires et se reposer. Ensuite, ils entreprennent leur retour en Europe avec un cap au Nord, en passant par quelques îles dans lesquelles ils capturent 232 indigènes pour les vendre comme esclaves. Amerigo Vespucci affirme qu'ils sont passés par les Açores, les Canaries et Madère, et qu'ils arrivent finalement à Cadix treize mois après leur départ. Pendant ce voyage de retour, trente-deux des Indiens réduits en esclavage sont morts. Le navigateur dit avoir été atteint de fièvre Cuartana et affirme se préparer à une nouvelle expédition pour découvrir l'île de Taprobane, l'actuel Sri Lanka.
À la fin de la lettre, il donne des informations sur le voyage du Portugais Vasco de Gama (qu'il ne cite pas), qui vient de revenir à Lisbonne après avoir fait le tour de l'Afrique en bateau et être arrivé à Calicut en Inde. Bien qu'il reconnaisse son grand succès commercial, il essaie de lui retirer quelques mérites en indiquant par exemple que « c'est une route dont parlent tous les auteurs de cosmographie ». Toutefois, les résultats de l'expédition castillane ont probablement été considérés comme décevants, comparés à ceux des Portugais.

#### Observations astronomiques
La lettre comprend diverses informations astronomiques qui étaient déjà bien connues, aussi bien par les cosmographes académiques que par les navigateurs du XVe siècle. Ainsi, elle explique qu'à l'équateur, le jour et la nuit durent autant de temps, et elle mentionne qu'après avoir dépassé le tropique du Cancer, on peut observer le phénomène du soleil zénithal.

« Nous naviguâmes tant vers la partie du midi que nous entrâmes dans la zone torride et sous le cercle du Cancer : et vous pouvez avoir pour certitude qu'en quelques jours, naviguant dans la zone torride, nous avons vu les quatre ombres du Soleil, parce que le soleil était au zénith à midi. »

— Amerigo Vespucci, La lettre du 18 juillet 1500.
Elle indique également qu'ils ont traversé l'équateur et qu'ils sont arrivés vers une latitude de 6° S (il écrit plus loin « six degrés et demi »), perdant de vue l'étoile polaire. La navigation dans ces latitudes est assez courante à cette époque quand, par exemple, Bartolomeu Dias dépasse les 34° S du cap de Bonne-Espérance dès 1488. La détermination de la latitude au sud de l'équateur peut théoriquement se faire par la mesure de l'altitude du Soleil et la correction avec l'analemme, tout comme dans l'hémisphère nord, mais Amerigo Vespucci ne mentionne pas cette technique sur sa lettre,.

« Nous naviguâmes tellement dans la zone torride en direction du sud, que nous nous retrouvâmes sous la ligne équinoxiale, et ayant un pôle et l'autre au bout de notre horizon, et nous la passâmes par six degrés en perdant complètement l'étoile tramontane. »

— Amerigo Vespucci, La lettre du 18 juillet 1500.

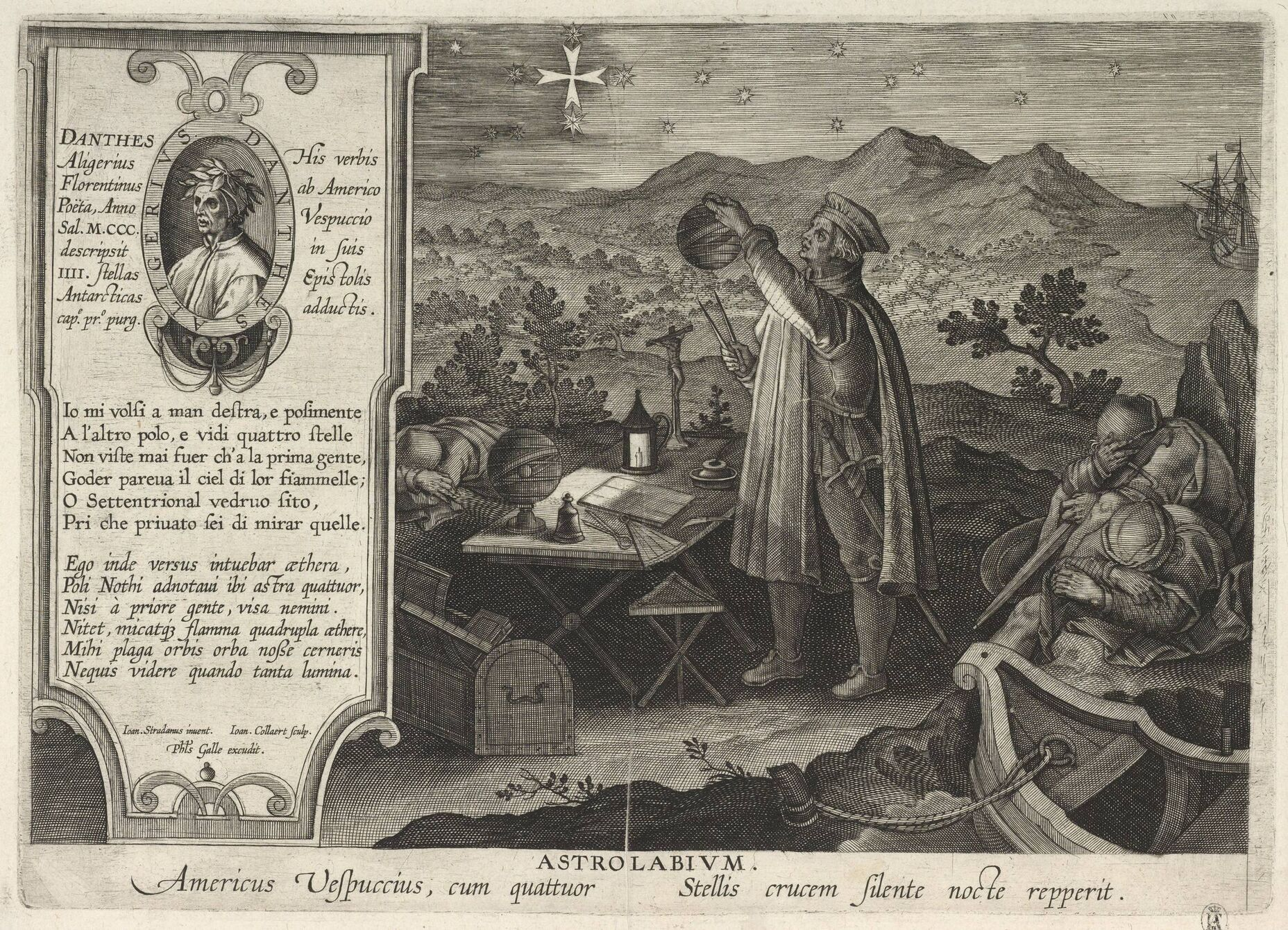
Gravure d'environ 1600 qui montre Amerigo Vespucci observant la Croix du Sud.

Amerigo Vespucci affirme avoir cherché sans succès un équivalent austral de l'étoile polaire septentrionale. Son meilleur candidat semble être un groupe de quatre étoiles qui forment « une amande », s'inspirant de quelques vers de Dante il le cite :
Et moi, j’avais tourné mon regard vers la droite,

Pour mieux voir l’autre pôle, où brillaient quatre étoiles

Que les premiers humains ont pu seuls contempler.

Le Ciel en paraissait plus heureux et plus gai ;

Oh ! comme notre Nord est veuf de toute joie,

Lui qui n’a pas le droit d’admirer leur éclat !
— Dante Alighieri, Divine Comédie, Tome II : Le Purgatoire,.
La scène est immortalisée à la fin du XVIe siècle par le peintre Jan van der Straet, qui représente Amerigo Vespucci mesurant la position de la Croix du Sud. Cette constellation avait déjà été aperçue par de nombreux autres marins européens et était également connue des Grecs antiques. Cependant dans la lettre d'Amerigo Vespucci aucune croix céleste n'est mentionnée,. De plus, à la date et à la latitude indiquées, les étoiles de cette constellation n'auraient pas pu former une croix.
Dans cette lettre, Amerigo Vespucci prétend également avoir appliqué une méthode astronomique pour calculer la longitude, basée sur une conjonction de la Lune avec Mars, dont il connaissait la date et l'heure précise pour le méridien de Ferrare à partir de ses cartes astrologiques,. En observant l'heure de la conjonction à sa position, il est possible de calculer la distance en degrés entre le méridien de référence et sa propre longitude. Il affirme ainsi avoir obtenu dans la nuit du 23 août 1499 une longitude de 82,5° à l'ouest du méridien de Cadix,.

« Quant à la longitude, je dis que j'ai eu tellement de mal à la connaître que j'ai dû faire un très grand travail pour en trouver le chemin en toute sécurité, que j’ai voyagé le long de la ligne de longitude, et que j'ai travaillé si dur que je n’ai finalement rien trouvé de mieux que d'observer et de voir, la nuit, la position d'une planète avec une autre, et le mouvement de la Lune avec les autres planètes, parce que la Lune est plus rapide dans son parcours que tout autre, et je l’ai vérifié avec l’Almanach de Giovanni da Monteregio, qui fut composé selon le méridien de la ville de Ferrare, en accord avec les calculs des tables du roi Don Alfondo : et après plusieurs nuits sous observation, une nuit parmi d'autres, le 23 août 1499, lorsque la conjonction de la Lune avec Mars, qui selon l'Almanach devrait avoir lieu à minuit ou une demi-heure avant : j'ai trouvé que lorsque la Lune s'est levée sur notre horizon, une heure et demie après le coucher du soleil, l'astre s'était déplacé vers la partie orientale, je veux dire, que la Lune était plus à l'est que Mars d'environ un degré et une minute, et à minuit, elle l'était de 15 degrés et demi, plus ou moins, ainsi : que valent 5 heures et demie, si 24 heures correspondent à 360 degrés ? Je trouve qu'elles valent 82 degrés et demi, et j’étais si loin le long du méridien de la ville de Cadix, qu'en attribuant à chaque degré 16 lieues, j’étais à 1 366 lieues et deux tiers plus à l'ouest que la ville de Cadix, ce qui correspond à 5 466 milles et deux tiers. La raison pour laquelle j'attribue à chaque degré 16 lieues et deux tiers est que, selon Ptolémée et Alfagrano, la terre a une circonférence de 24 000 miles qui correspondent à 6 000 lieues, qui, en les divisant par 360 degrés, correspondent à 16 lieues et deux tiers, et j’ai vérifié ce rapport plusieurs fois en faisant le point avec le capitaine, et c'était vrai et bon. »

— Amerigo Vespucci, La lettre du 18 juillet 1500.
Amerigo Vespucci ne donne aucune indication quant au territoire sur lequel il se trouve le 23 août 1499. Selon l'historien Rolando Laguarda Trías, l'expédition aurait pu se trouver devant le cap de la Vela en Colombie actuelle.
Certains historiens, notamment Frederick J. Pohl, donnent à cette observation astronomique une grande pertinence dans l'histoire des voyages maritimes. Cependant, Felipe Fernández-Armesto souligne que la valeur donnée par Amerigo Vespucci de 82,5° du méridien de Cadix, est une simple copie de celle obtenue par Christophe Colomb en 1494 lors de l'observation d'une éclipse lunaire depuis Hispaniola, ce qui suggère qu'Amerigo Vespucci n’a pris aucune mesure mais a simplement plagié le navigateur génois.
Dans des écrits ultérieurs, Amerigo Vespucci prétend avoir envoyé un rapport détaillé de sa méthode de calcul de la longitude au roi Manuel Ier du Portugal, mais cela a été démenti. Aujourd'hui, les historiens pensent que cette technique n'était pas réalisable dans la pratique, en raison de l'imprécision des horloges et des instruments d'observation disponibles à bord d'un navire du XVe siècle.

### La lettre du 4 juin 1501

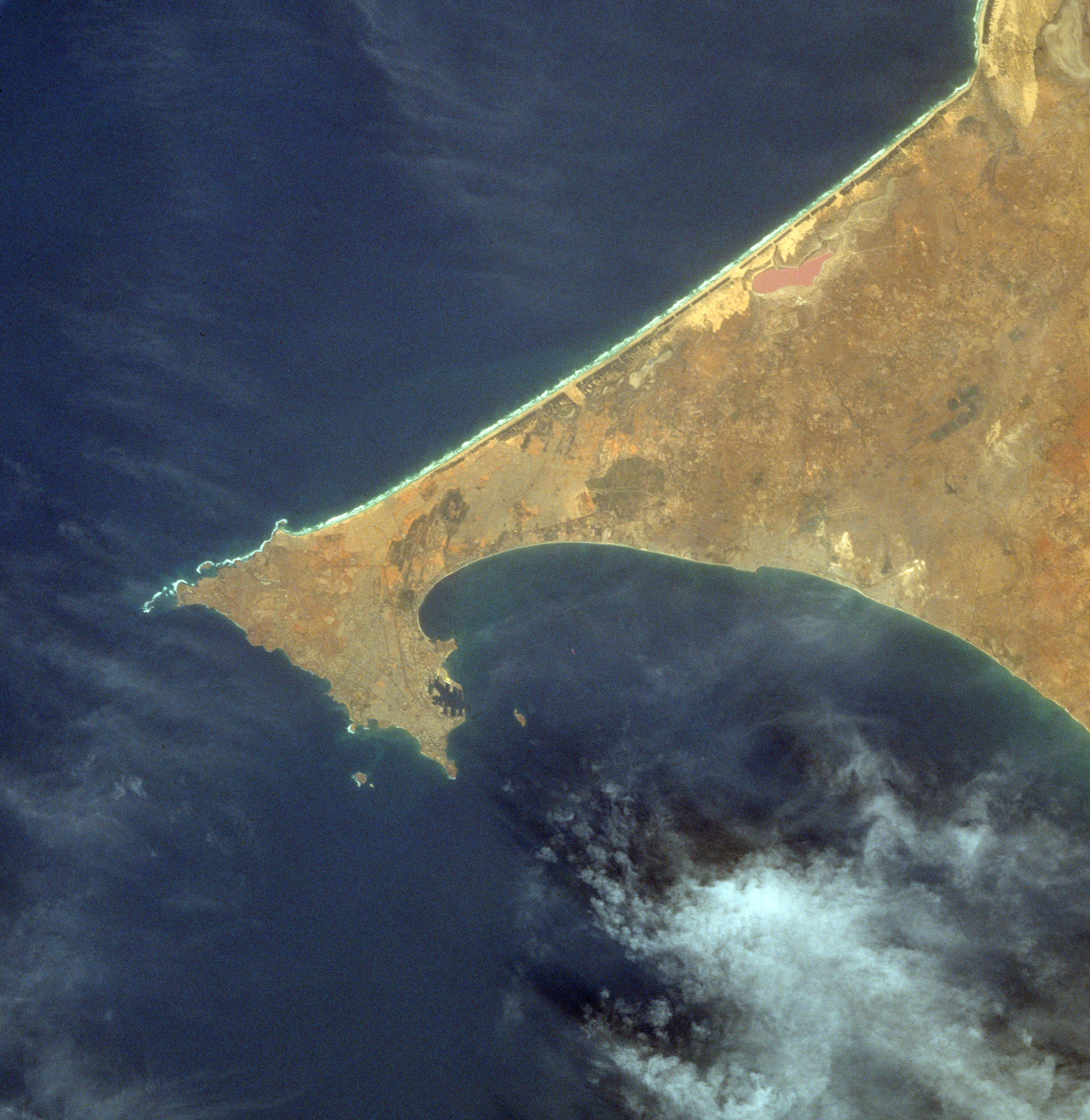
Image satellite de la presqu'île du Cap-Vert au Sénégal actuel, d'où Amerigo Vespucci envoie sa lettre le 4 juin 1501.

La lettre du 4 juin 1501 est une lettre manuscrite destinée à Lorenzo di Pierfrancesco depuis le Cap-Vert. Elle est découverte et publiée par Giovanni Battista Baldelli Boni en 1827.
Dans la lettre, Vespucci soutient être venu de Séville à Lisbonne sur demande du roi du Portugal. Il dit avoir embarqué dans une flotte qui est partie le 13 mai 1501, qu'il est passé à proximité des Canaries et qu'il est arrivé au Cap-Vert, « début de la province d'Éthiopie », où il rencontre deux autres navires portugais revenant d'Inde,. Il existe une autre preuve de cette rencontre avec la relation écrite d'un des deux capitaines qui retournait au Portugal. Ceci donne de la crédibilité au fait que Vespucci prit réellement part à l'expédition.
Le reste de la lettre est un résumé de ce que racontent les participants à l'expédition en Inde, qui était partie en 1499, dirigée par Pedro Álvares Cabral, dont le nom n'est pas cité. Amerigo Vespucci rapporte que les Portugais, après avoir fait escale dans les îles du Cap-Vert, ont traversé l'Atlantique vers l'Occident et ont trouvé une terre (l'actuel Brésil), dont il dit qu'elle « est la même terre que je découvris pour le roi de Castille, sauf qu'elle était plus à l'est ». Il donne ensuite des détails sur les terres visitées par les Portugais, mentionnant un grand nombre de villes et d'îles de l'océan Indien, dont Calicut et une île qui, selon lui, doit être Taprobane. Il mentionne l'existence de « navires immenses » dont les « voiles sont faites de roseaux » et ne sont pas « fabriquées avec du fer mais cousues avec des cordes ». Il fait un inventaire de la cargaison que les embarcations transportent, citant de la cannelle, du gingembre et d'autres épices ; de la porcelaine, de l'opium et des pierres précieuses.

### La lettre de Lisbonne
La lettre de Lisbonne est une lettre manuscrite envoyée, comme les précédentes, à Lorenzo di Pierfrancesco depuis Lisbonne, au retour de l'expédition portugaise de 1502. Elle est découverte dans la collection Strozzi et publiée par Francesco Bartolozzi en 1789. Deux copies manuscrites presque identiques sont conservées, mais aucune n'est de la main d'Amerigo Vespucci.
Dans cette lettre, Amerigo Vespucci relate un voyage d'exploration portugais dans lequel il embarque, dans un rôle qu'il ne mentionne pas, continuant la narration débutée dans la Lettre du 4 juin 1501,. Il existe d'autres documents indépendants confirmant l'existence de cette expédition, mais la lettre d'Amerigo Vespucci est presque la seule source sur l'itinéraire et les vicissitudes du voyage,. Elle affirme que la flotte navigue vers les îles du Cap-Vert, et que depuis cet endroit elle traverse l'océan vers l'Occident. Après soixante-quatre jours, les explorateurs mettent pied à terre dans un lieu qu’Amerigo Vespucci ne précise pas et ils explorent la côte jusqu'à une latitude de 32° S. Ensuite, ils reprennent la mer jusqu'à une latitude que la lettre chiffre à 50° S sans expliquer comment,. Étant donné que la latitude de Lisbonne est d'environ 40° N, ceci permet à Amerigo Vespucci d'affirmer qu'il a parcouru « un quart du monde », puisque 50° et 40° font 90°, ce qui est un quart de la circonférence terrestre,. Des années plus tard, cette phrase sera mal interprétée, et on pensera alors qu'Amerigo Vespucci voulait dire qu'il avait découvert un quatrième continent.
La lettre décrit la flore, la faune et les habitants de ces régions méridionales, qui vivent nus, sont imberbes et n'ont ni religion, ni État, mais se font la guerre,. Le navigateur ajoute qu'ils vivent dans des maisons de grandes dimensions et décrit leur régime et leurs coutumes, dont le cannibalisme rituel.
Vespucci reconnaît que l'expédition ne rapporte aucun bénéfice économique mais se justifie en affirmant que la mission était uniquement destinée à l'exploration. Il conclut la lettre en annonçant une prochaine œuvre intitulée « Voyages », et en disant qu'il est dans l'attente de la prochaine chose que le roi du Portugal décidera de lui exécuter.

### Mundus Novus(1503 et 1505)

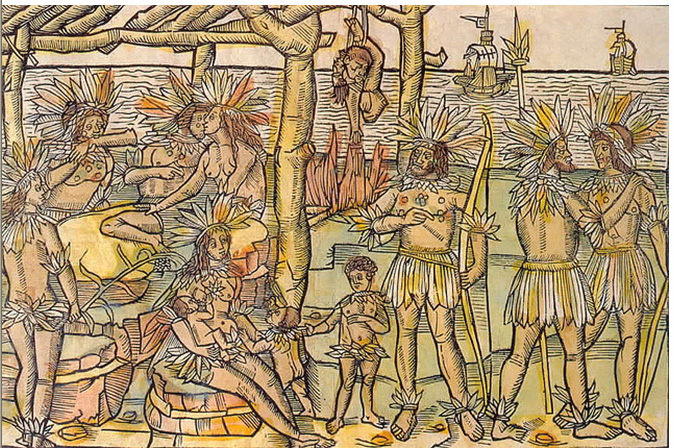
Illustration du cannibalisme dans l'édition de Mundus Novus imprimée en allemand à Augsbourg, en 1505.

En 1503, un ouvrage en latin intitulé Mundus Novus est publié à Paris. Il affirme être un résumé traduit d'une lettre écrite en italien par Albericus Vespuccius depuis Lisbonne à Lorenzo di Pierfrancesco de Médicis,,. Le succès éditorial de l’œuvre engendre de nouvelles éditions latines à Venise, Augsbourg et Rome en 1504, et plus tard d'autres encore à Nuremberg, Strasbourg, Rostock, Cologne et Anvers. Elle est également traduite en allemand, en hollandais et en tchèque, mais pas en français. En 1507, Fracanzano da Montalboddo traduit le texte latin en italien (bien qu'il dise l'avoir traduit de l'espagnol) et intitule son travail Paesi novamente retrovati et Novo Mondo da Alberico Vesputio florentino intitulato,. Cette version italienne est si populaire qu'Arcangelo Madrignano la retraduit en latin et la publie à Milan en 1508.
Mundus Novus raconte le voyage entrepris par Amerigo Vespucci en 1501, à bord d'une flotte de trois navires portugais, avec des données qui paraissent correctes, mais écrites de manière confuse. Comme dans la lettre du Cap-Vert, il affirme que les côtes explorées sont des terres continentales et non des îles, et ajoute que ce continent est « plus densément peuplé […] que notre Europe ou l'Asie ou l'Afrique », et qu'il est juste de l'appeler Novum Mondum, c'est-à-dire le Nouveau Monde. L'auteur critique l'incompétence des capitaines portugais et se présente comme un héros qui, grâce à ses connaissances en cosmographie, sauve l'expédition. L'œuvre paraît être basée sur des lettres authentiques d'Amerigo Vespucci à Lorenzo di Pierfrancesco écrites entre 1501 et 1502 au Cap-Vert et à Lisbonne, respectivement, mélangées avec des modifications de tiers, qui introduisent des embellissements, des informations sensationnelles et des contradictions significatives. Par exemple, l'auteur détaille les beaux corps et la vie sexuelle active des femmes autochtones, affirme avoir rencontré un homme qui en avait mangé 300 autres et soutient que le Paradis sur Terre doit se trouver près des terres visitées,. Il existe une édition qui contient un paragraphe appelé « Jocundus », dérivé du nom de Giovanni Giocondo, son traducteur, qui soutient que la détermination de la latitude grâce à la position des étoiles est un « sacrilège audacieux », dénotant de la conception dogmatico-religieuse de l'auteur de cette portion du document et de son ignorance des techniques de navigation astronomiques prônées par Amerigo Vespucci,.
Vers la fin, l'ouvrage mentionne deux voyages qu'Amerigo Vespucci aurait effectués « vers l'Occident », auparavant sous les ordres du roi de Castille, qu'il ne détaille pas. Il annonce aussi qu'il prépare une nouvelle expédition avec deux navires.

### Le «fragment Ridolfi»
Il s'agit d'un ensemble de fragments d'une lettre manuscrite en toscan, le dialecte de Florence, sans en-tête ni datation. Ils sont découverts par Roberto Ridolfi dans les archives Conti et publiés en 1937. Il n'en reste qu'une copie manuscrite qu'Amerigo Vespucci n'a pas lui-même écrite. Le destinataire de la lettre n’est pas connu, mais de la langue utilisée et du contenu de celle-ci, on peut déduire qu'il était un humaniste florentin versé dans la cosmographie. Le ton suggère que la lettre n'est pas adressée à Lorenzo di Pierfrancesco mais à quelqu'un de plus familier, peut-être le savant et géographe Zanobi Acciaiuoli ou l'oncle d'Amerigo Vespucci, Giorgio Antonio.
Cette lettre est une réponse d'Amerigo Vespucci aux objections émises par des lecteurs de ses précédentes lettres, par exemple sur les distances qu'il prétend avoir parcourues ou sur ses descriptions des autochtones. En réponse au scepticisme concernant sa capacité à mesurer la longitude à l'aide d'observations astronomiques, Amerigo Vespucci affirme avoir utilisé des éclipses lunaires ainsi que les conjonctions de la Lune avec les planètes, et que c'était à 150 degrés à l'est d'Alexandrie. Cette information est différente de celle trouvée dans la lettre du 18 juillet 1500. En revanche, dans ce texte, Amerigo Vespucci dit avoir participé à trois navigations : deux « vers les parties occidentales de la mer Océanique » et une troisième « vers le sud de la mer Atlantique ».
Aujourd'hui, aucun historien ne doute de l’authenticité de ce manuscrit et que l'auteur du texte était véritablement Amerigo Vespucci. Cependant, lorsque sa découverte est annoncée par deux grands experts de l’époque d'Amerigo Vespucci, Alberto Magnaghi et Giuseppe Caraci, ils le déclarent apocryphe et essaient de le cacher, car le Fragment Ridolfi démystifie une grande partie des informations qu'ils avaient jusque-là.

### LaCarta a Soderini

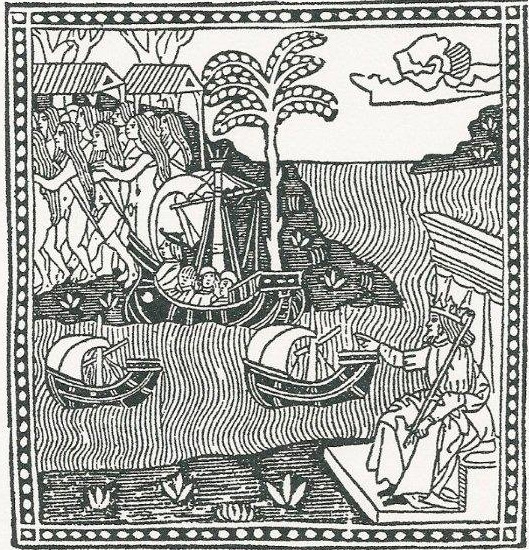
Illustration de la première édition de la Carta a Soderini recyclée d'une édition antérieure de la Lettre de Christophe Colomb annonçant la découverte des Indes.

La sixième lettre, qui a plusieurs titres différents, et est généralement abrégée Lettera, Les Quatre Voyages ou Carta a Soderini, est imprimée pour la première fois en 1505 ou peut-être à la fin de l'année 1504, en italien. Une édition latine distincte, dérivée d'une traduction française, est imprimée en 1507 à Saint Dié par Martin Waldseemüller. La lettre est datée du 10 septembre 1504 et est adressée depuis Lisbonne au chef de la république de Florence, une place occupée par Pier Soderini à cette époque,. La version italienne de cette lettre est également conservée dans plusieurs manuscrits. Sur la base d'une analyse philologique, il semble que ces manuscrits puissent être antérieurs aux éditions imprimées de la Lettera.
La lettre raconte à la première personne quatre voyages transatlantiques, avec plusieurs épisodes d'un grand sensationnalisme. Ces quatre voyages sont une expédition avec quatre navires commanditée par le roi Ferdinand de Castille, partie de Cadix le 10 mai 1497 et revenue en 1498 ou 1499 ; une expédition castillane avec trois navires qui quittent Cadix le 16 mai 1499 et reviennent le 8 septembre ; une expédition portugaise avec trois navires, partie de Lisbonne le 10 mai 1501 et revenue du Sierra Leone et des Açores le 7 septembre 1502 ; et une expédition portugaise avec six navires « Melacca », qui se rend au Cap-Vert et au Sierra Leone entre le 10 mai 1503 et le 18 juin 1504.
Fredrick J. Pohl pense qu'Amerigo Vespucci n'aurait jamais pu écrire cette lettre à Piero Soderini, car sa famille était en désaccord avec le magistrat, au point qu'à ce moment-là, plusieurs de ses membres étaient impliqués dans un complot pour l'assassiner. Le propre neveu et disciple d'Amerigo Vespucci, Giovanni, faisait partie des conspirateurs.
Selon Frederick J. Pohl, la Carta a Soderini a été écrite avec la présomption enfantine que, pour concurrencer la nature spectaculaire des quatre voyages de Christophe Colomb, Amerigo Vespucci aurait également dû faire quatre explorations. Le récit indique que le premier voyage commence en 1497, ce qui donnerait à Amerigo Vespucci le titre de premier Européen à mettre le pied sur le continent américain, un an avant Christophe Colomb. Cependant, dans différentes parties de la Carta a Soderini, un désaccord est évident quant à la date de retour de cette expédition : un paragraphe mentionne le 8 octobre 1498, tandis qu'un autre le déplace au 18 du même mois, et un troisième le ramène à un an plus tard, le 1er octobre 1499. Le deuxième voyage rapporté dans l'ouvrage, qui a lieu en 1499, coïncide avec l'expédition royale à laquelle Amerigo Vespucci aurait participé sous le drapeau de Castille. De la même manière, le troisième n'est autre que le véritable voyage portugais dans lequel il s'engage en 1501. En revanche, il existe une divergence d'opinions concernant l'éventuelle participation d'Amerigo Vespucci à l'expédition portugaise de 1503.
Les premiers textes de la Carta a Soderini contiennent de grossières erreurs linguistiques et comprennent des mots qui ne sont rien d'autre que des termes familiers, issus d'un mélange d'espagnol et d'italien, ce qui est difficile à expliquer chez quelqu'un qui, comme Amerigo Vespucci, bénéficie d'une éducation privilégiée,. En réalité, selon Frederick J. Pohl, les rédacteurs de la lettre ont ajouté et décrit en détail de nombreux éléments fantastiques dans leurs énoncés des explorations du Florentin, ceci afin de susciter encore plus de curiosité auprès des lecteurs et d'augmenter les ventes, lesquelles sont finalement décevantes,. En contraste, les lettres écrites par Amerigo Vespucci à Lorenzo di Pierfranseco, sont relativement froides, sans passion et objectives.
Henry Harrisse donne une explication très différente de ces erreurs linguistiques. Selon lui, Amerigo Vespucci a écrit son récit original en espagnol ou en portugais. George Tyler Northup précise que la langue originelle est sûrement l'espagnol. L'œuvre est ensuite traduite en italien par une personne dont ce n'était pas la langue maternelle. Cette théorie est étayée par une analyse linguistique ultérieure.
Pour Felipe Fernández-Armesto, les imprimeurs de la Carta a Soderini ont fait un copier-coller de nombreuses sources différentes dont certains textes authentiques d'Amerigo Vespucci et d'autres publiés par Pierre Martyr d'Anghiera. En particulier, dans le récit du premier voyage, l'imprimeur utilise des passages tirés de la lettre manuscrite d'Amerigo Vespucci datée du 18 juillet 1500, qui fait référence au voyage de 1499 et 1500, qui dans la Carta a Soderini est présenté comme la deuxième expédition. L'intention des imprimeurs, n'est pas claire. Ilaria Caraci estime qu'il ne s'agit pas d'une opération de contrefaçon astucieuse, comme l'affirme Frederick J. Pohl, mais plutôt que la Carta a Soderini est une célébration des exploits d'un compatriote dans laquelle la vérité historique passe au second plan.
La Carta a Soderini n'a jamais été publiée en Espagne ou au Portugal, peut-être parce que la population de ces pays était plus familière avec la vraie histoire, et l'édition italienne ne semble pas avoir eu beaucoup de succès commercial. Au contraire, la version latine de Saint Dié s'est rapidement répandue dans toute l'Europe. Une traduction allemande est publiée à Strasbourg en 1509 et en 1532, le texte latin de la Carta a Soderini est inclus dans le travail cosmographique écrit par Simon Grynaeus à Bâle. Un traduction partielle en italien est incluse dans l'importante compilation Navigationi et Viaggi publiée à Venise en 1550.
Comme l’explique Frederick J. Pohl, ces lettres placent Amerigo Vespucci dans le rôle du premier Européen à débarquer dans la partie continentale du Nouveau Monde, un an avant Christophe Colomb. Toutefois, elles sont publiées à une époque où le fils de Christophe Colomb, Fernand, est engagé dans des poursuites pour faire valoir le titre promis de découvreur à son père, de telle sorte qu'une éventuelle tentative d'Amerigo Vespucci de revendiquer ces territoires l'aurait profondément indigné, cependant parmi les lettres de Fernand, aucune ne fait mention de la Carta a Soderini ou des affirmations d'Amerigo Vespucci, bien qu'il eût un exemplaire de la Carta a Soderini dans sa bibliothèque.

### Autres récits
Il existe deux textes, qualifiés de « Vénitiens », écrits par des tiers qui relatent deux autres voyages transatlantiques prétendument effectués par Amerigo Vespucci,. Les historiens s'accordent presque unanimement sur le fait que ces documents sont apocryphes et que les voyages qu'ils relatent n'ont jamais eu lieu,. Ces deux documents sont : une lettre de Girolamo Vianello à la Signoria de Venise, datée de Burgos le 23 décembre 1506, qui raconte un cinquième voyage, trouvée par Leopoldo Ranke dans le Journal de Sanuto à la bibliothèque Marciana de Venise et publiée pour la première fois par Alexander von Humboldt en 1839 ; et une lettre de Francesco Corner également adressée à la Signoria de Venise et datée du 19 juin 1508, qui mentionne brièvement ce qui semble être un sixième voyage, publiée pour la première fois par Henry Harrisse en 1892.

## Les voyages

### Premier voyage (1497-1499)

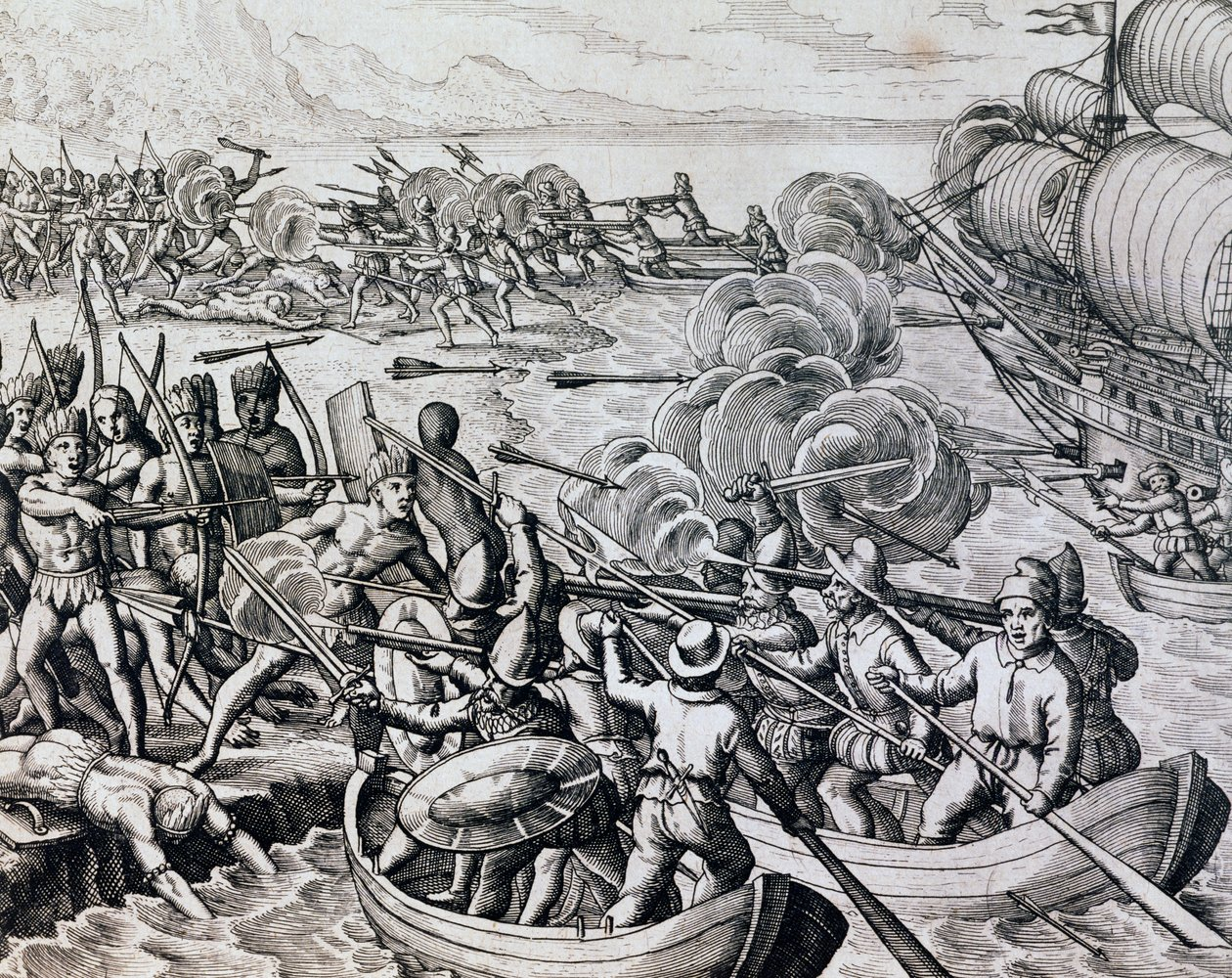
Les Castillans attaquant les indigènes de l'île d'Iti. Gravure de Théodore de Bry, c. 1592.

Selon la Carta a Soderini, le premier voyage d'Amerigo Vespucci aurait eu lieu en 1497. Le nom du commandant de flotte n'est pas mentionné mais ceux de Juan Díaz de Solís, Vicente Yáñez Pinzón et Juan de la Cosa sont évoqués par les historiens. Après avoir commencé le voyage le 10 mai 1497 avec quatre caravelles, toujours selon la Carta a Soderini, seule source de ce supposé voyage, les explorateurs se seraient rendus aux Canaries et après s'y être arrêtés quelque temps, auraient mis cap à l'ouest. Après vingt-sept ou trente-sept jours de voyage, ils débarquent à un point situé à 16 degrés au nord et à 75 degrés à l'ouest des îles Canaries, et où ils sont bien reçus par les indigènes avec des fêtes et de magnifiques repas, ils leur offrent également divers cadeaux matériels et même leurs propres femmes,. Le texte fournit peu d'information géographique à partir de ce point-là, se limitant à dire qu'ils parcourent la côte au nord-ouest sur 870 lieues et qu'ils traversent une région appelée « Lariab » ou « Parias », qui se trouve sous le tropique du Cancer. Germán Arciniegas pense qu'ils ont navigué à travers le golfe du Mexique et ont parcouru la côte Est des États-Unis jusqu'au golfe du Saint-Laurent. Après avoir mené une bataille contre les indigènes, ils décident de retourner en Castille, avec une escale sur l'île d'Iti, peut-être les Bermudes, où ils s'engagent de nouveau dans un conflit contre les indigènes, faisant environ 250 prisonniers,. Ils arrivent à Cadix en octobre 1498 ou 1499, la Carta a Soderini étant contradictoire sur la date,.
La plupart des historiens pensent que ce voyage est une invention postérieure et étrangère à Amerigo Vespucci, dont l'histoire comprend de véritables parties du voyage authentique ayant eu lieu en 1499 sous le commandement d'Alonso de Ojeda. L'historien colombien Germán Arciniegas croit plutôt qu'il s'agit d'un voyage réel, en se basant sur deux cartes créées immédiatement après 1499, la carte de Juan de la Cosa à partir de 1500 et le planisphère de Cantino en 1502, sur lesquels, selon lui, il est possible de voir le golfe du Mexique et la péninsule de Floride. Cette interprétation ne fait pas consensus parmi les historiens de la cartographie.

### Deuxième voyage (1499-1500)

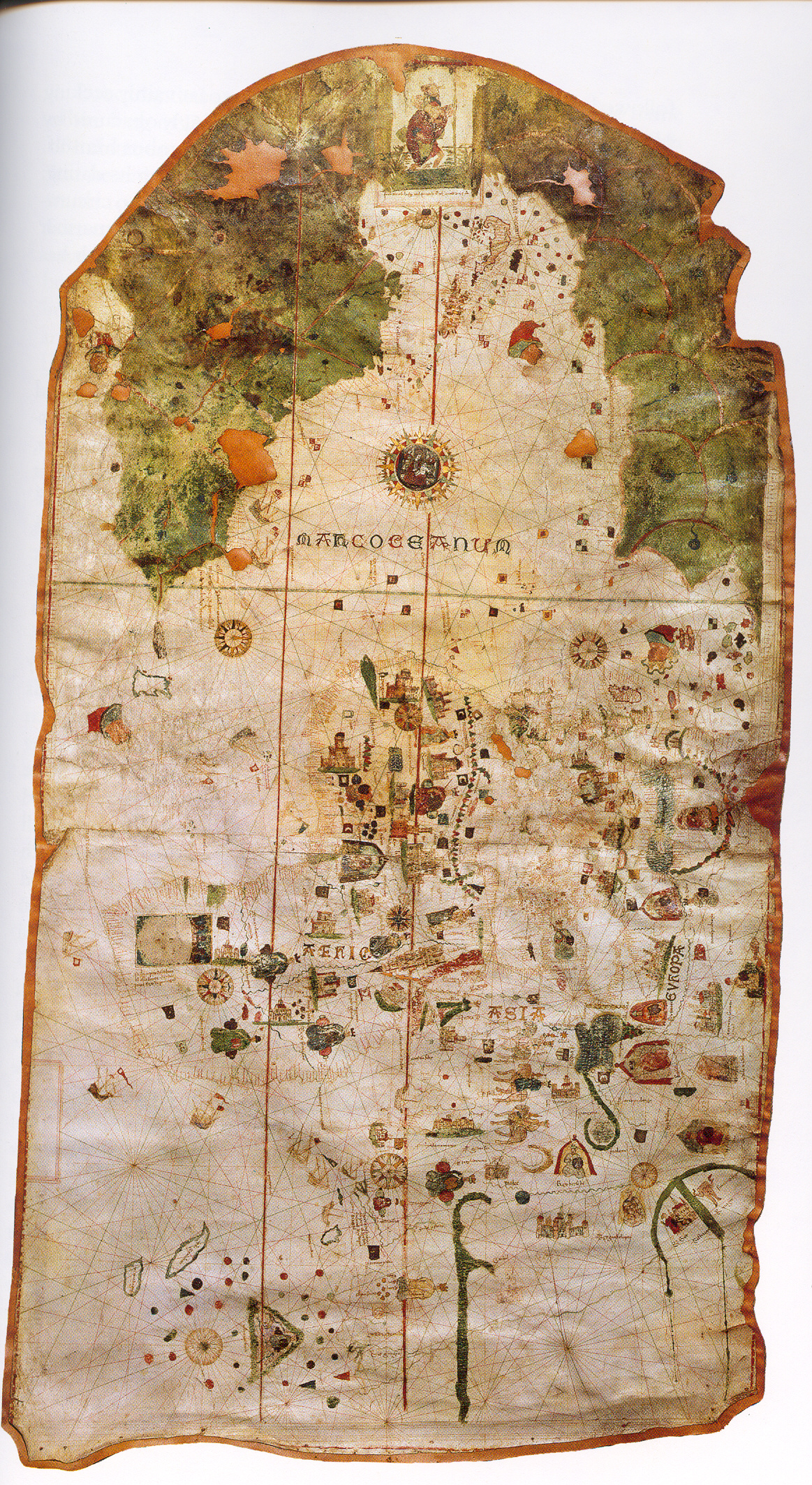
La carte de Juan de la Cosa, datée de 1500, qui présente, en plus des découvertes de Vicente Yáñez Pinzón, qualifié de découvreur du Brésil, celles de l’expédition d'Alonso de Ojeda, qui était accompagné d'Amerigo Vespucci. Il s'agit de la plus ancienne carte existante du Nouveau Monde.

Amerigo Vespucci prétend avoir quitté Cadix le 16 ou 18 mai 1499 à bord d'une expédition que les historiens identifient à celle dirigée par Alonso de Ojeda qui est accompagné de Juan de la Cosa et d'autres marins célèbres tels que Diego Martín Chamorro, Juan Sánchez, José López et Francisco Morales,. Le rôle tenu par Amerigo Vespucci dans cette expédition est inconnu. Selon ses écrits ultérieurs, il était le commandant principal de deux navires, ce qui a été prouvé plus tard comme étant une fausse information. Il ne pouvait pas non plus être pilote car, à cette époque, il n'avait aucune expérience en navigation. Peut-être que sa connaissance des perles était la raison de sa présence.
Le récit d'Amerigo Vespucci sur cette expédition se trouve dans des copies de deux lettres et un fragment d'une autre. L'un de ces deux ouvrages est daté de Séville du 18 juillet 1500 et est adressé à un certain « magnifique Lorenzo », probablement Lorenzo di Pierfrancesco de Médicis. La version d'Amerigo Vespucci contredit toutes les autres sources du voyage et rend difficile la reconstruction précise de son itinéraire.
La reconstruction la plus largement acceptée du voyage d'Alonso de Ojeda est la suivante. Après avoir quitté l'Andalousie, ils sont allés aux îles Canaries et de là, ils ont navigué pendant vingt-quatre jours jusqu'à ce qu'ils aperçoivent la terre, puis ils ont parcouru la côte nord de l’Amérique du Sud. Ils ont ensuite navigué jusqu'au cap de Santo Agostinho à environ 6 degrés de latitude sud. Amerigo Vespucci pense alors être près d'une route vers l’Asie. En juin 1500, après avoir parcouru deux degrés de plus, l'expédition décide de retourner en Europe car son équipage est fatigué et détruit psychologiquement, prenant d'abord la route le long de la côte en direction des Caraïbes, mais de là, ils décident d'explorer l'embouchure de l'Amazone. Ils atteignent ensuite l'île de la Trinité, apercevant alors les embouchures des fleuves Essequibo et Orénoque, explorant ce dernier avec soin. Ils traversent ensuite le golfe de Paria, l'île de Margarita, puis l'île qu'Amerigo Vespucci qualifie « des Géants », aujourd'hui Curaçao, où il tente d'enlever une jeune femme pour l'emmener en Castille comme preuve, mais les habitants ne le laissent pas faire. Le nom du Venezuela est historiquement attribué à Amerigo Vespucci qui aurait accompagné Alonso de Ojeda lors de cette expédition de 1499 le long de la côte nord-ouest du pays, endroit aujourd'hui connu sous le nom de golfe du Venezuela. L'équipage décrit les habitations autochtones érigées sur des pieux en bois dépassant de l'eau et construite par les Agnous. Ces maisons, qu'ils appellent « maisons sur pilotis », auraient rappelé à Amerigo Vespucci la ville de Venise en Italie (« Venezia » en italien), ce qui lui aurait inspiré pour donner à la région le nom de « Venezziola » devenu « Venezuela », pour « Petite Venise ». L'expédition longe ensuite la péninsule de Guajira jusqu'au cap de la Vela. Pendant tout ce passage, Amerigo Vespucci prend des notes sur la faune et la flore et décrit également l’apparence et les coutumes des autochtones. À Cubagua, il échange des babioles contre des perles et autres trésors aborigènes. Le mois suivant, il arrive à Hispaniola.
L'expédition poursuit en direction des Antilles pour y capturer des esclaves. Amerigo Vespucci pense toujours naviguer à l'extrémité orientale de l'Asie, où Claude Ptolémée croyait qu'il y avait une péninsule sur laquelle se trouvait le marché de Cattigara. Il cherche alors la fin de cette bande de terre, qu'il appelle « cap Cattigara ». Il pense alors qu'après avoir dépassé ce point, il atteindrait la grande mer qui baigne les côtes du sud de l’Asie.
Amerigo Vespucci affirme être rentré en Espagne très fiévreux.

### Troisième voyage (1501-1502)

Le planisphère de Cantino, daté de 1502, est la plus ancienne carte connue comprenant l'Amérique.

Carte issue de l'Atlas Miller de 1519, qui représente la côte est du Brésil et le río de la Plata.

Le roi Manuel Ier décide de créer une expédition d'exploration au Brésil pour enquêter sur les territoires décrits par Pedro Álvares Cabral. Vespucci y participe, dans un rôle inconnu. Le nom du capitaine de la compagnie est également inconnu, selon certains auteurs il pourrait s'agir de Gonçalo Coelho.
En mai 1501 (des sources évoquent le 10, le 13 ou le 31), l'expédition hisse les voiles dans le but, selon Frederick J. Pohl, de retrouver le détroit de Cattigara, dont Claude Ptolémée avait pensé qu'il menait en Asie. L'équipage traverse les îles Canaries sans s'arrêter, atteint Bezeneghe, l'actuelle Dakar, et se dirige vers l'archipel du Cap-Vert. Après un bref séjour, la flotte débute sa traversée de l’Atlantique le 15 juin. Ce voyage est très difficile et prend plus de soixante jours pour traverser la partie la plus étroite de l'océan, alors que Christophe Colomb n'en avait mis que trente-sept à traverser la partie large,. Début août, ils arrivent sur les rives de l’actuel Brésil, à un endroit qu'Amerigo Vespucci ne mentionne pas et que les historiens modernes situent entre Ceará et Rio Grande do Norte.
Ils poursuivent leur route vers le sud le long de la côte sud-américaine. Selon Francisco Varnhagen, ils sont d'abord allés vérifier le cap de Saint-Augustin le 28 octobre, avant de continuer à nommer les caractéristiques géographiques d'après les saints catholiques : notamment le cap de San Roque le 16 octobre, la baie de Tous les Saints le 1er novembre et la rivière Sainte-Lucie le 13 décembre. Le 1er janvier 1502, ils entrent dans la baie de Guanabara à Rio de Janeiro.
Selon l'historien colombien Germán Arciniegas, le 15 février, lorsqu'ils atteignent le point de la côte où les Portugais pensent que le traité de Tordesillas place la limite entre la juridiction portugaise et la juridiction castillane, il y aurait eu une discussion entre les navigateurs sur l'itinéraire à suivre pour continuer l’exploration. Amerigo Vespucci estime alors qu'il est essentiel de continuer à étendre les connaissances sur le Nouveau Monde au sud, alors que le commandant pense le contraire, compte tenu de l'illégalité de l'acte. Finalement c'est le Florentin qui obtient gain de cause. Le père Ayres de Cazal mentionne la découverte à un point situé à 25° 35' S (dénommé l'entrée de la « rivière Cananea », un nom inventé par Amerigo Vespucci), d'un morceau de marbre mesurant 80 centimètres de haut pour 40 de large et 20 de profondeurs cloué au sol et ornant une sculpture des armoiries du Portugal. Alberto Magnaghi pense que seule l'expédition à laquelle participe Amerigo Vespucci en 1502 aurait pu poser cette pierre.
L'expédition poursuit vers le sud, mais son itinéraire exact est inconnu. Amerigo Vespucci se contente d'affirmer qu'ils atteignent une latitude de 50° S et note la disparition de la Grande Ourse et la Petite Ourse de l'horizon pour la première fois depuis les quatre mois et vingt-six jours pendant lesquels ils sont restés au sud du tropique du Capricorne. Frederick J. Pohl suppose qu'ils auraient continué à longer le continent, découvrant le río de la Plata et la Patagonie, dans l'actuelle Argentine. Germán Arciniegas pense plutôt qu'ils ont atteint le détroit de Magellan, les îles Malouines et la Géorgie du Sud. D'autre part, certains auteurs comme Ernesto Basilico ne sont pas du tout d'accord, selon lui : « Amerigo Vespucci n'a découvert ni le río de la Plata, ni la Patagonie, et n’a donc pas été le précurseur de Juan Díaz de Solís ou de Fernand de Magellan »,.
Selon la Carta a Soderini, la flotte arrive sur les côtes du Sierra Leone le 10 mai 1502 avant de brûler un de ses navires qui était dans un état désastreux et de rester à terre pendant quinze jours,. Elle repart en direction des Açores, qu'elle atteint fin juillet. Elle y reste encore une quinzaine de jours avant d'arriver à Lisbonne le 7 septembre 1502. Selon l'auteur de Mundus Novus, soi-disant Amerigo Vespucci, les terres visitées par les Portugais lors de ces voyages font partie d'un continent qu'il appelle « le Nouveau Monde ».

### Quatrième voyage (1503-1504)

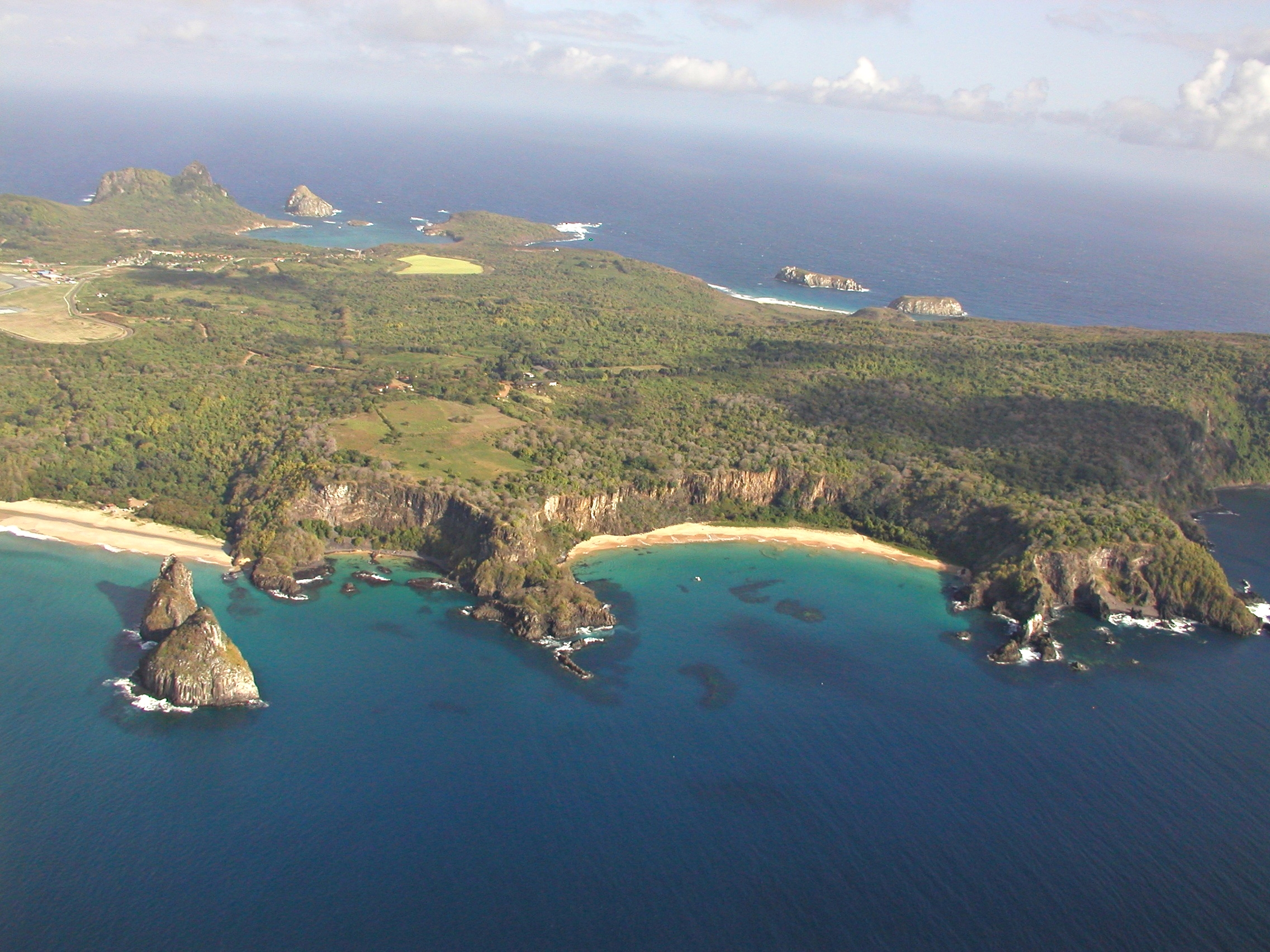
Vue aérienne de l’archipel Fernando de Noronha dans l'actuel Brésil.

Selon la Carta a Soderini la seule source, bien que peu fiable, de ce supposé voyage d'Amerigo Vespucci, le roi Manuel Ier du Portugal aurait demandé une autre expédition sous les ordres de Gonçalo Coelho, ce qui aurait déplu au Florentin, puisqu'il n'était pas d'accord avec les itinéraires de navigation du commandant et le trouvait présomptueux et têtu. Financée, selon Robert Levillier, par Fernão de Noronha, la flotte composée de six navires part le 10 mai 1503 et son objectif principal était de découvrir l'emplacement de l'île de Malacca.
La Carta a Soderini continue en expliquant leur passage par le Sierra Leone qu'ils explorent un peu malgré de très mauvaises conditions météorologiques. Le 10 juin 1503, ils atteignent les îles du Cap-Vert et peu de temps après se mettent en route pour la baie de Tous les Saints. Au milieu de la traversée de l'Atlantique, ils se heurtent au petit archipel de Fernando de Noronha, qu'Amerigo Vespucci qualifie de « véritable merveille de la nature ». À ce moment-là, la flotte se disperse : l'auteur de la Carta a Soderini affirme que le capitaine Coelho, qu'il critique constamment, est tombé. Les archives de l'époque ne font toutefois aucune mention de cet incident. Amerigo Vespucci poursuit son voyage au Brésil avec les deux seuls navires dont il dispose. Il navigue le long de la côte jusqu'aux environs du río de la Plata avant de repartir par la même route. Il construit un petit fort, dans lequel il laisse vingt-quatre marins avec de la nourriture, des canons et d'autres armes pendant six mois. Il charge alors les navires de brésil et, forcé par le manque d'équipage et de gréement, il retourne au Portugal et atteint Lisbonne le 18 juin 1504.

### Cinquième voyage (1504-1506)
Selon une lettre de Girolamo Vianello, un Vénitien au service de la couronne de Castille à la Signoria de Venise, envoyée depuis Burgos le 23 décembre 1506, Amerigo Vespucci aurait participé à un voyage dirigé par « Zuan Biscaino » (certainement Juan de la Cosa), dont les survivants seraient rentrés en Espagne quelque temps auparavant.
Toujours selon Girolamo Vianello, cette expédition explore les côtes inconnues du continent américain, où elle affronte à plusieurs reprises les peuples autochtones, sur terre ou en mer. Les Castillans obtiennent de nombreuses perles mais perdent tous leurs navires, qui était au moins au nombre de quatre, et demeurent isolés sur le continent pendant quatre-vingt-seize jours dans une forteresse improvisée où ils subissent le siège des Indiens et la maladie qui provoquent de nombreux décès. À la fin de cette période, trente-quatre survivants partent pour Hispaniola à bord de bateaux dont le bordé a été reconstruit, tandis que dix volontaires restent dans la forteresse. Les batels parviennent à atteindre l'île et de là, l'équipage restant rentre en Espagne à bord de deux caravelles.
Les autres récits épistolaires de Girolamo Vianello, font de lui une source crédible et les documents officiels de Venise et les dates d'émission et de réception de sa lettre prouvent qu'elle est authentique. En revanche des preuves affirment que Juan de la Cosa est revenu en 1506 d'un voyage aux Indes qu'il avait entrepris deux ans plus tôt, en 1504,. Il existe aussi de nombreux documents dans les archives de la maison de recrutement attestant de la présence d'Amerigo Vespucci en Castille en juin 1505 et également à partir de septembre 1506.
En général, l'historiographie tend à nier l'existence de ce voyage ou du moins la participation d'Amerigo Vespucci à celui-ci. Seul Germán Arciniegas pense qu'il a pu participer à un bref voyage d'au plus trois mois, juste le temps de faire une très brève visite, peut-être sur la côte des Perles, aux Caraïbes.

### Sixième voyage (1507-1508)
L'itinéraire du voyage de 1505 aurait été reproduit par Juan de la Costa et Amerigo Vespucci deux ou trois ans plus tard,. Comme pour le voyage précédent, il n'existe aucune preuve documentaire directe qu'il ait vraiment eu lieu, c'est pourquoi il est souvent rejeté par les historiens modernes. La seule et très brève référence à cette exploration est celle donnée par le doge de Venise, Francesco Corner, à la cour de Castille, dans une de ses lettres adressées à la Signoria, écrite à Burgos le 19 juin 1508, dans laquelle il déclare que l'expédition atteint enfin la terre ferme afin de ramener de l'or,.

## Les noms du monde nouveau

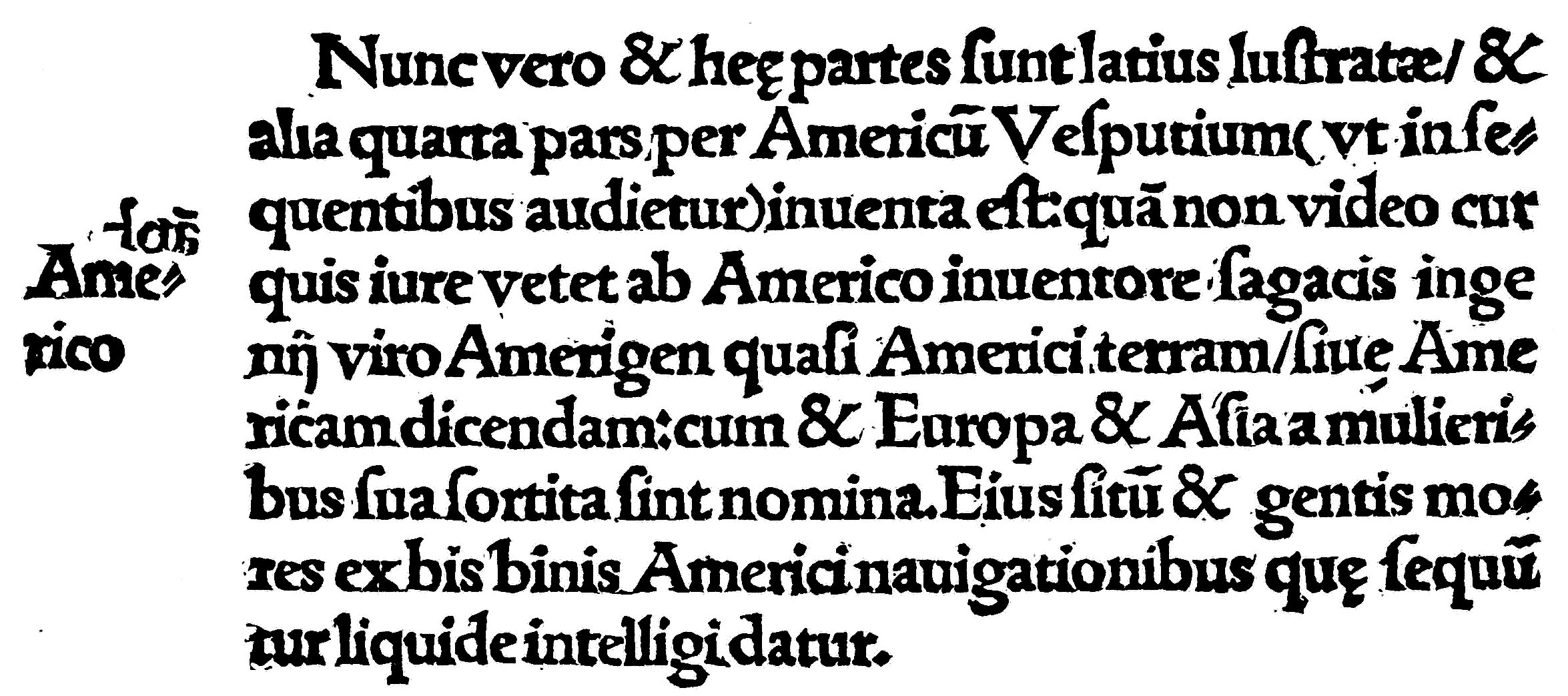
Le paragraphe de Cosmographiæ Introductio qui, en 1507, propose le nom d'Amérique.

Les îles et le continent trouvés par les explorateurs ibériques de l’autre côté de l'océan Atlantique reçoivent de nombreux noms différents dont l’application et l’acceptation sont généralement régionales. Ainsi les Castillans appellent le continent « les Indes » ou « les Antipodes », un terme également largement utilisé par les humanistes italiens. Les Portugais baptisent l'actuel Brésil « Vera Cruz » ou « Terre de Santa Cruz ». Christophe Colomb découvre en août 1498, lors de son troisième voyage, l'embouchure de l’Orénoque, et voyant son important débit, il déduit que la terre sur laquelle il se trouve est « un autre monde […] une terre immense ». Selon Felipe Fernández-Armesto, il doit s'agir de la source sur laquelle Amerigo Vespucci se base pour affirmer que la côte sur laquelle il se trouve en 1499 est continentale. Au plus tard en 1504, Pierre Martyr d'Anghiera invente le terme de « Nouveau Monde » pour les terres nouvellement découvertes, ce terme apparaît également dans l'ouvrage Mundus Novus, attribué à Amerigo Vespucci.
Des études, publiées au XXIe siècle, soulignent toutefois que le fait de reconnaître les côtes découvertes comme continentales, plutôt qu'insulaires, ne signifie pas qu'Amerigo Vespucci pense qu'il s'agit d'un nouveau continent, différent des trois connus depuis l'Antiquité,. Le navigateur pense probablement que les nouvelles terres sont une extension de l'Asie,.

L'Universalis Cosmographia de Martin Waldseemüller publié à Saint-Dié-des-Vosges en 1507.

À l'imprimerie de l'abbaye de Saint-Dié-des-Vosges en Lorraine, plusieurs éditeurs sont impressionnés par la lecture des publications qui tentent de raconter les exploits d'Amerigo Vespucci : une des nombreuses copies, qui circulent à travers toute l'Europe, traduite en français de la Carta a Soderini et une autre du Mundus Novus sont dans leurs mains. Ils décident de publier les nouvelles sous la forme d'un petit traité appelé Cosmographiæ Introductio accompagné d'une traduction latine de la Carta a Soderini sous le titre Quattuor Americi navigationes, c'est-à-dire Les Quatre Voyages d'Amerigo.
Le 25 août 1507, les deux premières éditions quittent l'atelier. Le neuvième chapitre suggère que le nom du Nouveau Monde soit « Amérique » (au féminin par analogie avec l'Europe, l'Asie et l'Afrique), en l'honneur de celui qui l'a reconnu comme un continent : « ab Americo Inventore […] quasi Americi terram sive Americam » (« d'Amerigo le découvreur […] comme s'il s'agissait de la terre d'Amerigo, ou d'América »),,. Personne ne sait avec certitude lequel des imprimeurs est l'inventeur de ce nom. Un des éditeurs, le Gymnase vosgien était composé de Vautrin Lud, Nicolas Lud, Jean Basin, Mathias Ringmann et Martin Waldseemüller. Les spécialistes penchent principalement pour Mathias Ringmann ou Jean Basin, le traducteur de Mundus Novus en latin,,.
Martin Waldseemüller, éminent humaniste allemand et professeur de cartographie qui travaille comme dessinateur et correcteur pour le Gymnase vosgien, inscrit ce nom sur une grande carte murale intitulée Universalis Cosmographia qu'il inclut dans la brochure. À ce moment-là, le terme semble ne s'appliquer qu'à l'Amérique du Sud. En haut de la carte, à gauche, à côté d'un globe terrestre dans l'hémisphère où est représenté l'Ancien Monde, apparaît un portrait de Claude Ptolémée et à droite, à côté d'un globe similaire où se trouve le Nouveau Monde, un portrait d'Amerigo Vespucci. De plus, Martin Waldseemüller réalise une version globulaire à projeter sur une sphère métallique, dont l'un des exemplaires est remis au duc de Lorraine. Le terme a une telle euphonie et une telle cohérence avec les mots « Asie » et « Afrique », qu'il s'installe immédiatement dans les langues d'Europe du Nord. La Cosmographiæ Introductio est un grand succès éditorial, et le mot « Amérique » se propage rapidement dans d'autres œuvres cartographiques : le globe terrestre de Johann Schöner en 1515, une carte imprimée à Salamanque en 1520 et une version réduite et modifiée de la carte de Waldseemüller publiée en 1520 par Petrus Apianus sous le titre Tipus Orbis Universalis.
Cependant en 1513, Martin Waldseemüller lui-même rectifiant le nom dans une carte, appelle le nouveau continent « Terra Incognita » et attribue sa découverte à Christophe Colomb au lieu d'Amerigo Vespucci. Le nom de l'Amérique met également davantage de temps à s'établir dans la péninsule ibérique et ses colonies, où le nom le plus utilisé est longtemps resté celui des « Indes occidentales » ou « Antilles ».
La carte du monde de Martin Waldseemüller a longtemps été perdue, mais elle a été retrouvée en 1901 par le professeur Joseph Fischer dans le château de Wolfegg. Quant aux casques métalliques utilisés pour former la sphère, ils sont récupérés en 1871,.

## Postérité
On se souvient d'Amerigo Vespucci principalement parce que le continent américain porte aujourd'hui son nom, en raison des récits de voyages recueillis dans la Carta a Soderini, considérés pour la plupart comme imaginaires,. Le seul consensus des historiens concerne sa participation à la cinquième expédition européenne qui atterrit sur les côtes du Brésil ainsi qu'au voyage d'Alonso de Ojeda de 1499 et 1500, qui visite l'actuel Venezuela, dont le nom lui est historiquement attribué,.
Son travail en tant que cosmographe est moins connu. Il est un des premiers à décrire le Gulf Stream, précédemment découvert par Antón de Alaminos. Il explique également une méthode d'estimation de la longitude positionnelle en étudiant les cycles lunaires et les conjonctions planétaires,.
Il affirme également être le premier à dire que les nouvelles terres découvertes par Christophe Colomb n'appartiennent pas à l'Asie mais font partie d'un continent distinct, bien que d'autres auteurs considèrent cette interprétation comme erronée puisque les écrits attribués à Amerigo Vespucci ne prétendent à aucun moment que le « Nouveau Monde » est entièrement entouré d'eau. À son époque, il est considéré comme un bon cartographe, mais aujourd'hui aucune de ses cartes n'est conservée.

### XVIesiècle

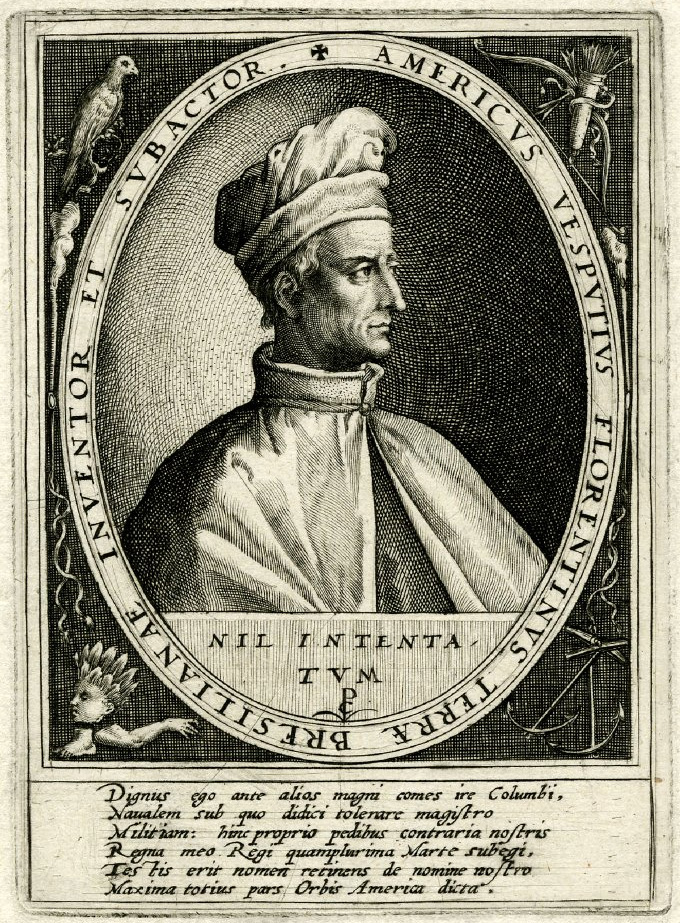
Portrait d'Amerigo Vespucci qui le qualifie de découvreur et conquérant de la terre brésilienne. Gravure de Crispin de Passe l'Ancien c. 1590.

L'idée selon laquelle la découverte de l'Amérique est due à Amerigo Vespucci lors de son voyage de 1497, est répandue très largement au XVIe siècle par les auteurs de Cosomgraphiæ Introductio. Petrus Apianus incorpore cette thèse dans son influent manuel publié en 1524 sous le titre de Cosmographicus Liber, qui se diffuse dans toute l'Europe. Dans les années 1540, Nicolas Copernic mentionne dans son travail que l'Amérique a été nommée ainsi en l'honneur de son découvreur.
En revanche, en Espagne, des critiques surgissent rapidement. Le navigateur et explorateur vénitien Sébastien Cabot accuse Amerigo Vespucci, peu après sa mort, d'avoir menti pour s'approprier la gloire de la découverte du Nouveau Monde. Le prêtre dominicain, Bartolomé de las Casas, grand défenseur de Christophe Colomb, ignorant que la Carta a Soderini n'avait probablement pas été écrite par Amerigo Vespucci, accuse le Florentin de « menteur » et de « voleur », affirmant qu'il a volé la gloire qui, selon lui, revient de droit à « l'amiral » :

« Il a tacitement fait semblant d'appliquer son voyage et la découverte du continent à lui-même, usurpant ainsi l'amiral Christophe Colomb de ce qui lui était si justement dû. […] Le nouveau continent aurait dû s'appeler la Colomba, et non pas comme on l’appelle injustement, l’Amérique. »

— Bartolomé de las Casas, Historia de las Indias, 1527-1559,.
Dans Historia de las Indias, Bartolomé de las Casas dénigre le nom d'Amerigo Vespucci et nie ses réalisations, considérant que le navigateur a établi un plan prémédité pour atteindre le Nouveau Monde et être ainsi reconnu comme le découvreur de la plupart des Indes.

### XVIIeetXVIIIesiècles

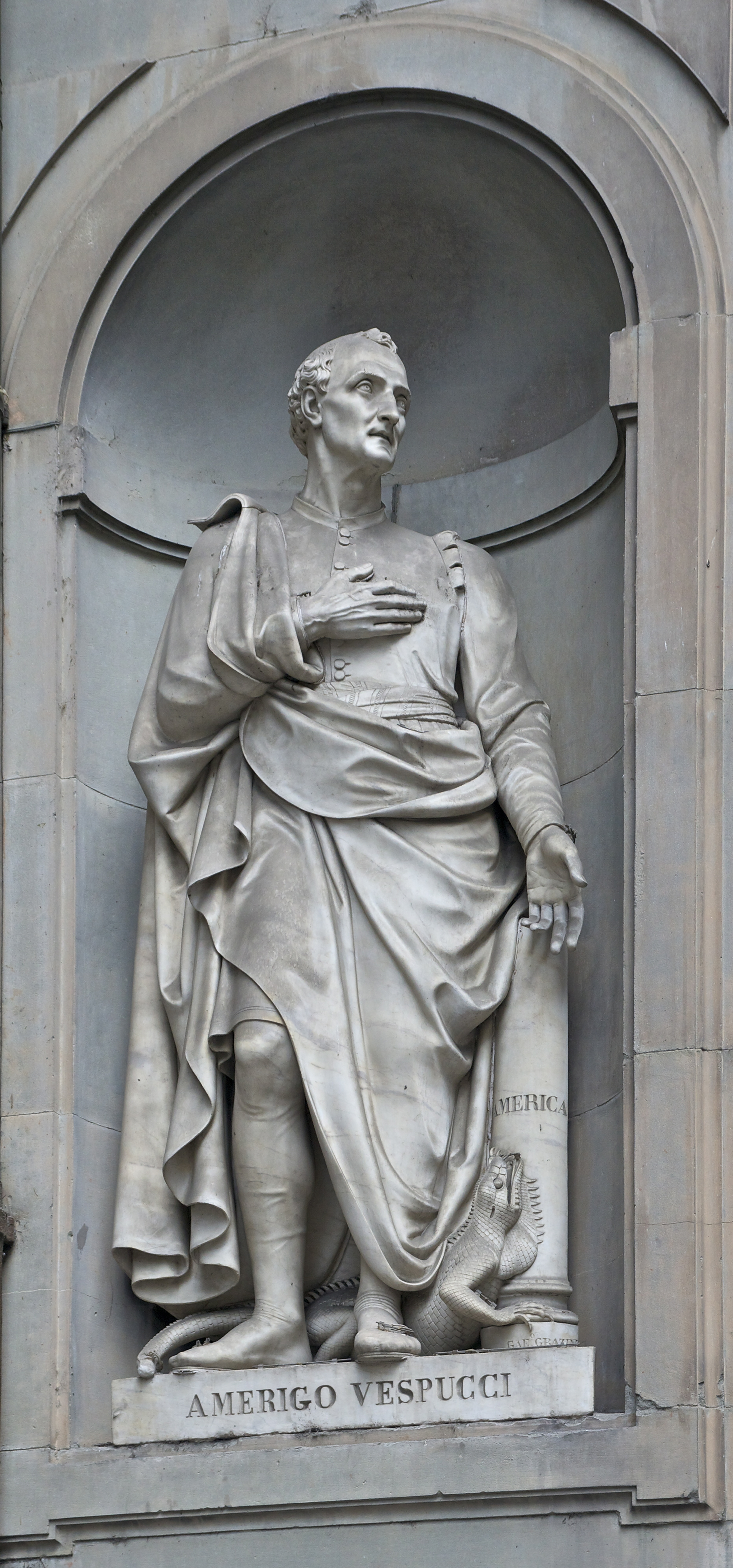
Statue d'Amerigo Vespucci dans la galerie des Offices à Florence en Italie. Gaetano Grazzini, c. 1846.

Antonio de Herrera y Tordesillas, historien espagnol du XVIIe siècle, identifie les mensonges contenus dans la Carta a Soderini. Au cours du siècle et demi suivant, l'opinion majoritaire est que le nom de l'Amérique est le résultat d'une fraude. Antonio Vázquez de Espinosa, dans un ouvrage de 1623, résume ainsi la pensée de l'Espagne de son époque à propos d'Amerigo Vespucci :

« Elle préfère lui donner le nom de Colonie de Colomb plutôt que d'Amérique. Et je ne sais pas sur quelle base Amerigo Vespucci, un pauvre marin, l'a usurpé, qui n'est pas resté dans les annales, et qui n'a rien fait de remarquable pour que son nom soit ainsi immortalisé avec la gloire d'une telle découverte, car ce n’est pas lui qui l'a effectuée »

— Antonio Vázquez de Espinosa, Compendio y descripción de las Indias occidentales, 1623.
William Robertson, historien écossais du XVIIIe siècle dans son ouvrage Histoire de l’Amérique, qualifie Amerigo Vespucci d'« heureux imposteur »,. L'écrivain français Voltaire le considère de la même façon.
Ce n'est qu'à Florence, ville natale d'Amerigo Vespucci, que son titre de découvreur du continent américain continue à être défendu. En 1745, le florentin, Angelo Maria Bandini publie les premières lettres manuscrites dans lesquelles Amerigo Vespucci raconte ses voyages,. À la fin du siècle, Francesco Bartolozzi publie la lettre de 1502. Tous deux utilisent leurs découvertes pour défendre la véracité des écrits publiés sous le nom du navigateur : le Mundus Novus et la Carta a Soderini.
Raffaello Gualterotti (1544-1638), poète et noble florentin, a composé en 1611 le poème héroïque en ottava rima L'America, qui représente un éloge à son concitoyen Amerigo Vespucci.

### XIXesiècle
Le naturaliste, géographe et explorateur allemand Alexander von Humboldt est le premier à appliquer la méthode scientifique pour étudier les voyages d'Amerigo Vespucci, dans le second volume de son ouvrage Examen critique de l'histoire de la géographie du Nouveau Continent,. Il conclut que la primeur de la découverte de l'Amérique appartient à Christophe Colomb et non à Amerigo Vespucci, mais il disculpe ce dernier des accusations qui sont portées à son encontre, parce que, selon lui, les lettres imprimées que sont le Mundus Novus et la Carta a Soderini, ont été modifiées et déformées de manière confuse et inepte par d'autres mains. Il s'ensuit d'innombrables travaux de recherches, comme ceux d'Armand Pascal d'Avézac, de Francisco Adolfo de Varnhagen, d'Henry Harrisse, de John Fiske, ou encore d'Henry Vignaud. En 1892, le savant méthodique Gustavo Uzielli parvient à rassembler 280 œuvres sur Amerigo Vespucci, sans que toutefois sa collection ne soit près d'être complète.
La controverse entre les partisans et les détracteurs d'Amerigo Vespucci perdure tout au long des XIXe et XXe siècles. Parmi les sceptiques notables quant à ses mérites se trouvent le géographe portugais Manuel Ayres de Cazal, l'historien espagnol Martín Fernández de Navarrete, l’astronome et essayiste portugais Duarte Leite, le poète américain Ralph Waldo Emerson, l'écrivain autrichien Stefan Zweig et le britannique Clements Markham, l'éditeur des lettres d'Amerigo Vespucci en anglais,,,,,. Ces auteurs, à la lumière des contradictions entre Mundus Novus et la Carta a Soderini et de ces deux lettres avec le reste de la correspondance, minimisent la valeur documentaire de ces écrits, les réduisant à de simples fabulations opportunistes faites dans le but de gagner en notoriété et en titres,,.

### XXeetXXIesiècles
Au XXe siècle de nouveaux documents traitant d'Amerigo Vespucci sont découverts, notamment son testament et le Fragment de Ridolfi,. En 1924, le savant italien Alberto Magnaghi conclut, comme Alexander von Humboldt, que le Mundus Novus et la Carta a Soderini sont apocryphes. Selon lui, le premier est constitué de plusieurs nécrologies antérieures auxquelles ont été apportées avec une certaine habileté de nombreuses modifications, et la seconde est une falsification presque totale. Pour lui, ce sont les correspondances privées entre le navigateur florentin et Pierfrancesco de Médicis qui constituent des preuves authentiques et inestimables. Il rejette ensuite l'existence du « premier » et du « quatrième » voyage d'Amerigo Vespucci, argumentant qu'il existe des preuves solides qu'il n'y a jamais participé. L'historien américain Frederick J. Pohl tire des conclusions similaires en 1966, tout comme Felipe Fernández-Armesto en 2006,.
La principale controverse qui subsiste parmi les historiens, en particulier chez les Hispano-Américains, concerne la découverte du río de la Plata. Alberto Magnaghi pense qu'il s'agit de l’expédition portugaise de 1501, relatée par Amerigo Vespucci qui est à l'origine de la découverte de l'estuaire sud-américain et de l'est de la Patagonie, 50 degrés plus au sud. Pour l'historien uruguayen Rolando Laguarda Trías, l'exploration n'a pas dépassé le parallèle 45° S, alors que l'universitaire argentin Enrique de Gandía attribue cette découverte à Amerigo Vespucci, ainsi que celle de la Patagonie et des îles Malouines, en soutenant que le Florentin aurait effectué un total de cinq voyages,,.
Dans l'ouvrage scolaire de 1985, l'Encyclopédie Compton, Amerigo Vespucci est décrit comme un « marchand florentin sans importance ». Le premier monument américain en sa mémoire est érigé en 1987 dans la ville de Bogota en Colombie.
Dans les années 1990, l'historienne italienne Ilaria Luzzana Caraci, publie une compilation de tous les documents relatifs à Amerigo Vespucci, ainsi qu'une analyse de sa vie et de son travail dans laquelle, tout en reconnaissant que son expérience de navigateur était « discutable », insiste sur l'importance d'être parvenu, pour l’époque, à identifier l'Amérique du Sud comme un nouveau continent distinct de l'Asie. En 2002, cette auteure dirige, au nom du gouvernement italien, un congrès sur le voyage portugais d'Amerigo Vespucci de 1501-1502, point culminant de plusieurs expositions et conférences sur ce personnage.